# 特鲁瓦
特鲁瓦（法語：Troyes，法語：[tʁwa] ⓘ），法国中北部城市，大东部大区奥布省的一个市镇，也是该省的省会，下辖特鲁瓦区，其市镇面积为13.2平方公里，2022年1月1日时的人口数量为62,443人，是该省人口最多的城市，在法国排名第92位
特鲁瓦位于奥布省中部，塞纳河畔，是一座区域性的工商业城市和科教中心，同时也是一个公路交通枢纽。特鲁瓦历史悠久，高卢时期形成集镇，中世纪时为香槟地区的行政中心，并因香槟集市而闻名，英法百年战争期间的《特鲁瓦条约》即在此地签署。近代特鲁瓦因纺织工业而兴盛，法国本土服装品牌“鳄鱼”即诞生于此，自20世纪初形成“工厂-商场”的销售模式，被称为欧洲畅货中心。特鲁瓦也因肚肠、同名工程技术大学和足球俱乐部而闻名。

## 地名来源
“特鲁瓦”一名来源于历史上活动于此的高卢民族特里卡斯人，其法语形式则出现于13世纪。而特鲁瓦所处的“香槟”（法語：Champagne）一名则来源于拉丁语“田野”一词，可能与当地的自然地理景观有关。

## 历史
特鲁瓦历史悠久，于2010年2月被法国文化部授予“艺术与历史之城”称号。

### 古典时代

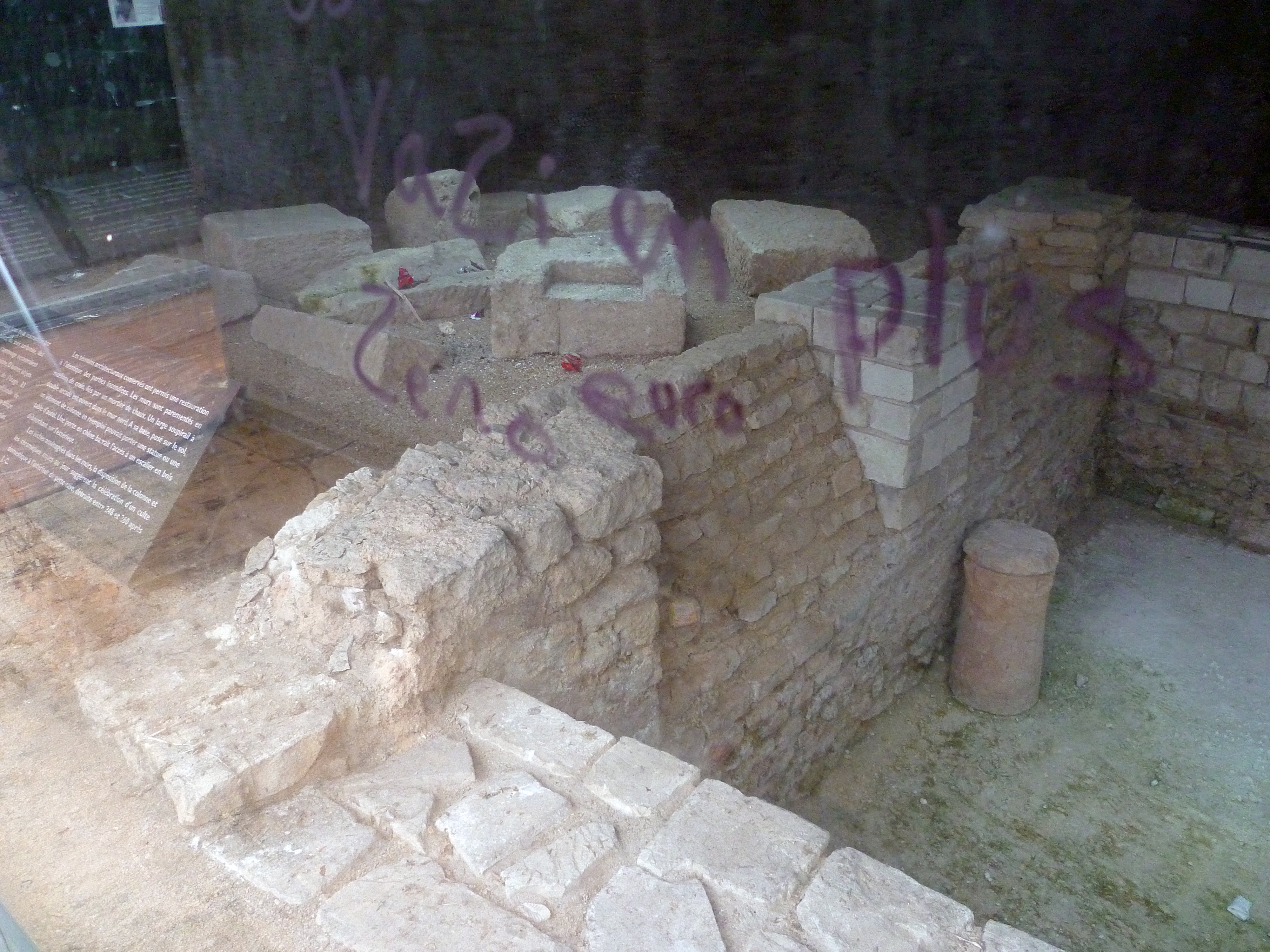
奥古斯托波纳遗址

特鲁瓦最初记载于公元前一世纪，为特里卡斯人的首府和活动中心，但由于缺乏相关物证，其首府的具体位置尚存在争议。公元前27年，罗马人入侵高卢，在塞纳河畔修建奥古斯托波纳，意为“为奥古斯都修建的城市”（法語：fondation dédiée à Auguste），其城内出现了引水渠、斗兽场、歌剧院、纸币厂等设施，城外则有两条帝国大道在此交汇，是卢格敦高卢境内的一个区域性的政治和商业中心，并成为现代特鲁瓦城市的前身。公元340年，阿马特尔成为特鲁瓦首任主教。古典时代晚期，随着西罗马帝国的衰败，“奥古斯托波纳”一名逐渐被“特里卡斯人之城”（Civitas Tricassium）代替。公元4世纪中期，日耳曼蛮族首领甘多马尔（Gundomare）和瓦多马尔（Vadomare）曾企图攻占特鲁瓦，但未能得逞。
公元451年，罗马将军埃提乌斯为抗击匈人，联合特鲁瓦主教圣卢，在特鲁瓦附近与匈人首领阿提拉发生沙隆战役并将其歼灭，该战役对双方均造成了大量的兵力损失，是彼时人类伤亡最惨重的战役之一。

### 中世纪

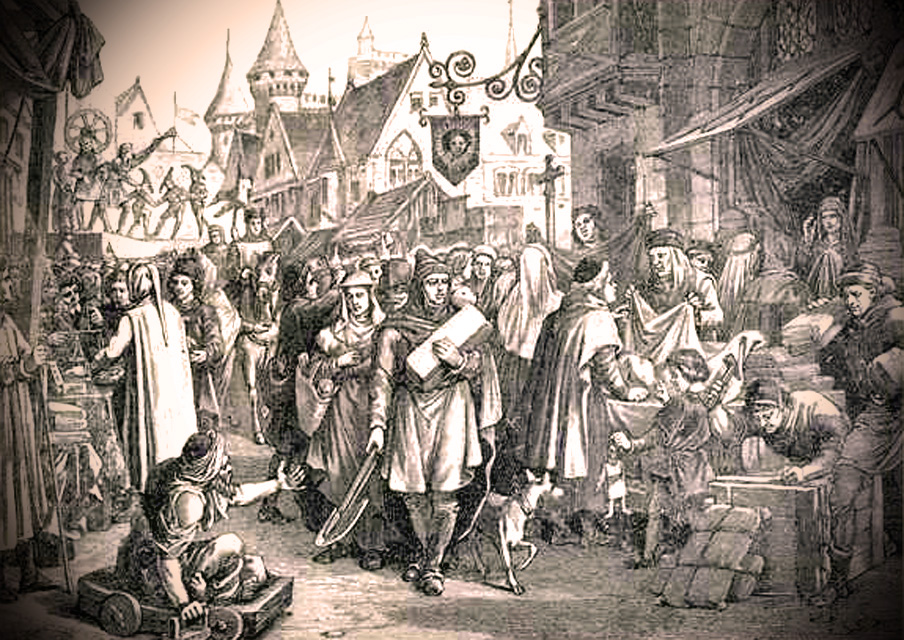
香槟集市

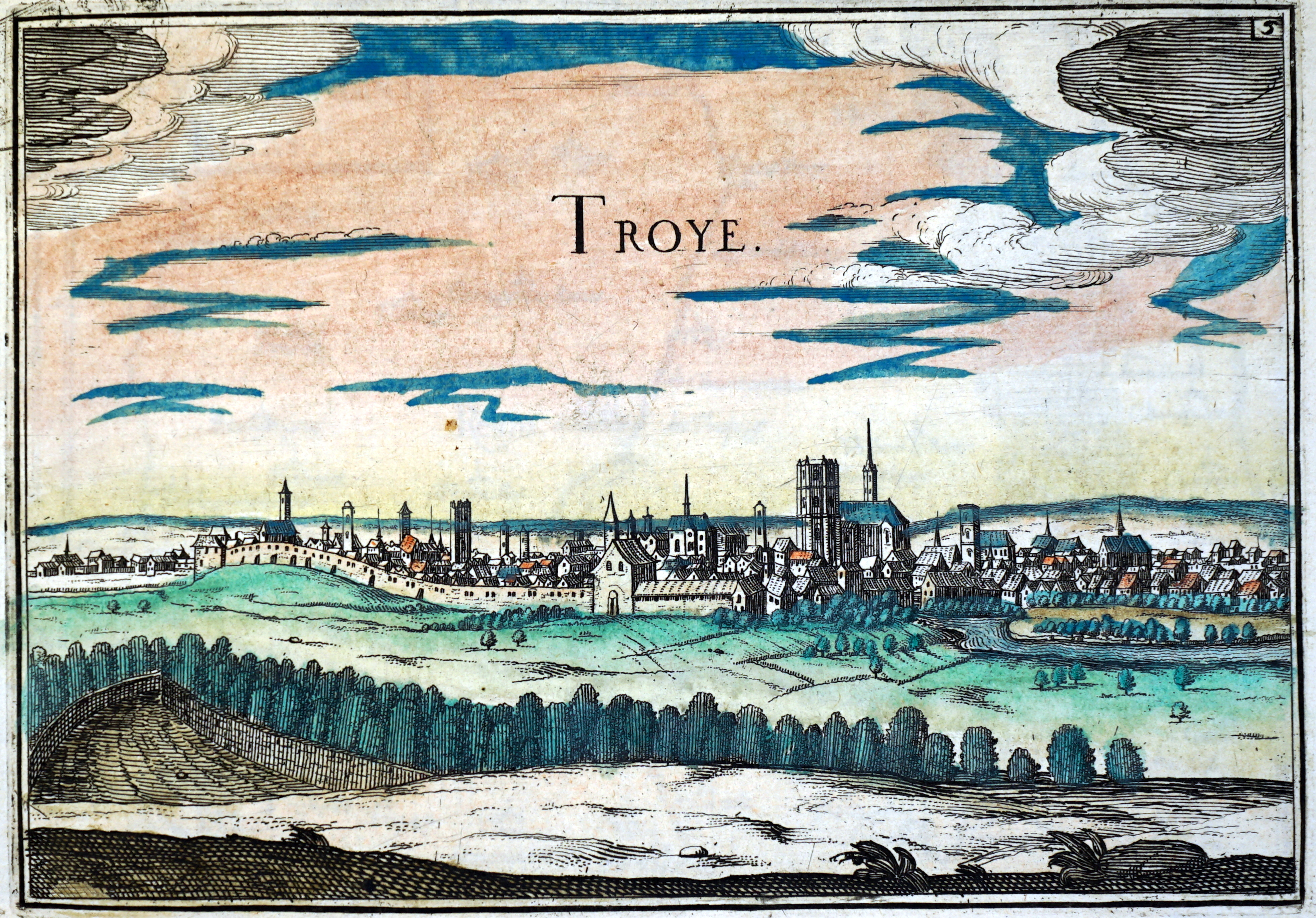
1634年的特鲁瓦

公元511年克洛维一世逝世后，特鲁瓦所属的香槟地区被划至奥斯特拉西亚（一说特鲁瓦单独被克洛多米尔掌控，直到524年其逝世后才重归奥斯特拉西亚）。公元558年，克洛维一世之子克洛泰尔一世曾主张统一各个王国，但其子嗣在克洛泰尔一世逝世后各自为政并反目成仇，其中贡特朗最初得到了特鲁瓦及香槟地区，其兄弟西吉贝尔特一世和希尔佩里克一世则分别占领了特鲁瓦附近的阿尔西和塞纳河桥镇，共同对抗贡特朗。经过谈判，三兄弟最终达成共识，特鲁瓦由三个王国共同管理。公元629年希尔佩里克一世之子克洛泰尔二世去世后，特鲁瓦被勃艮第王国继承，直到687年的泰尔特里战役。
公元8世纪时，特鲁瓦多次遭受撒拉森人的入侵，矮子丕平曾于761年和766年率兵前往特鲁瓦抵抗。820年，阿莱朗成为首位特鲁瓦伯爵。公元9世纪中后期，诺曼人入侵高卢北部及西部的大部分地区，并于892年放火烧毁了整个特鲁瓦城。
公元12世纪，特鲁瓦伯爵与莫城伯爵联姻，成立香槟伯国，首府为特鲁瓦，在原旧城的基础上，特鲁瓦东北侧扩建了新的街区和建筑，并修建了外缘的城墙。以蒂博二世（Thibaut II）为首的伯爵支持当地香槟葡萄酒的种植和贸易，并在伯国内的四个城市（特鲁瓦、普罗万、马恩河畔拉尼和奥布河畔巴尔）创立了香槟集市，其中在特鲁瓦的集市包括“热市”（marché chaud）和“寒市”（marché froid）两次年度集会，分别为6月24日和10月1日，持续时间超过15天，主会场为特鲁瓦集市圣让教堂。香槟集市为当地带来了巨大的财富，同时也带动了人口数量的增长。1230年9月，蒂博四世（Thibaut IV）为特鲁瓦颁布的市镇宪章。1284年8月16日，香槟女伯爵胡安娜一世与腓力四世联姻，特鲁瓦及整个香槟和布里地区成为法兰西王国领土。14世纪后，受到黑死病疫情、战争及国际竞争的影响，香槟集市开始萧条，萎缩成为一个区域性的普通集市。
英法百年战争时期，英格兰军队入侵法国北部，特鲁瓦于1417年至1422年间成为法兰西王国的首都。1420年5月21日，法兰西国王查理六世与英国国王亨利五世签订《特鲁瓦条约》，使得香槟地区落入英格兰人之手，标志着英国在欧洲大陆的统治达到顶峰；1429年7月，在圣女贞德的支持下，查理七世率兵围攻特鲁瓦，法兰西王室重新取得这一地区的统治权。
1524年5月24日，特鲁瓦发生严重火灾，包括圣尼古拉教堂、圣让集市教堂等超过1,500处房屋或建筑受损。16世纪中期，塞纳河多次发生洪水。并淹没了特鲁瓦市内一些较为低洼的街区。宗教战争期间，特鲁瓦超过半数的居民皈依新教，当地于1520年出现了第一个信義宗派会，特鲁瓦主教卡拉肖尔（Caracciole）曾支持新教在当地的发展，但在圣巴多罗买大屠杀期间，保守天主教及皇家军队在特鲁瓦杀害了大批新教徒，使得当地的两个宗教的居民间长期处于仇恨与对立之中，直到1598年《南特敕令》颁布。
文艺复兴期间，特鲁瓦出现了大批新居民区及公共建筑，特鲁瓦市政厅是这一时期当地标志性的建筑。18世纪中后期，手工纺织业成为特鲁瓦的重要生产部门。1787年，法兰西王国巴黎议会曾迁至特鲁瓦。

### 近代

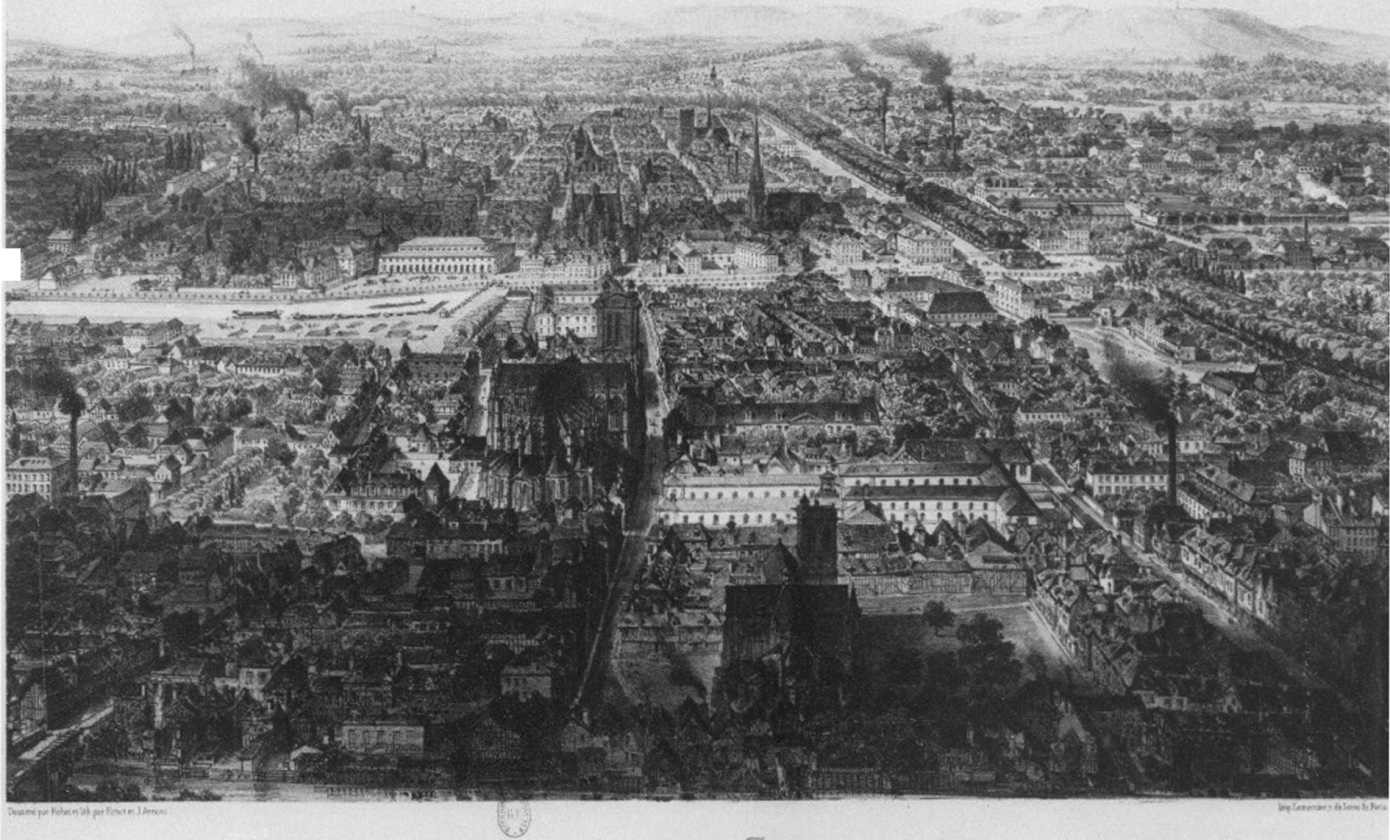
1852年的特鲁瓦

法国大革命期间，特鲁瓦市长克洛德·于埃因被怀疑串通境外势力而被谋杀，共和国军队随即入驻特鲁瓦。1790年，香槟行省被撤销，特鲁瓦成为奥布省的省会和一个地区行署。1804年和1814年，拿破仑一世曾两次到访特鲁瓦。
在经济方面，得益于工业革命所带来的科技进步，19世纪20年代后，特鲁瓦的手工业部门开始快速发展，出现了规模化的纺织品工厂。1851年，奥布省工商会首次派出工商业代表前往参加伦敦世界博览会。1860年5月6日至7月9日，特鲁瓦举办了首届纺织品展览会，期间吸引了超过2,000家厂商参展，特鲁瓦由此名声大噪，并开启了当地“工厂-商场”（Magazin d'Usine）的商业运营模式。
在交通方面，1845年，途径特鲁瓦的巴黎－米卢斯铁路通车运营，该铁路连接巴黎和阿尔萨斯南部地区，并可直通瑞士及德国南部等地，是法国乃至欧洲重要的铁路干线，在法国铁路系统中被称为“4号线”（ligne 4）。此外多条连接特鲁瓦的支线铁路也相继建成，可前往布列讷堡、圣弗洛朗坦、格雷、沙隆及桑斯，特鲁瓦成为这一地区的重要铁路交通枢纽。1899年，特鲁瓦有轨电车建成通车。

### 现代

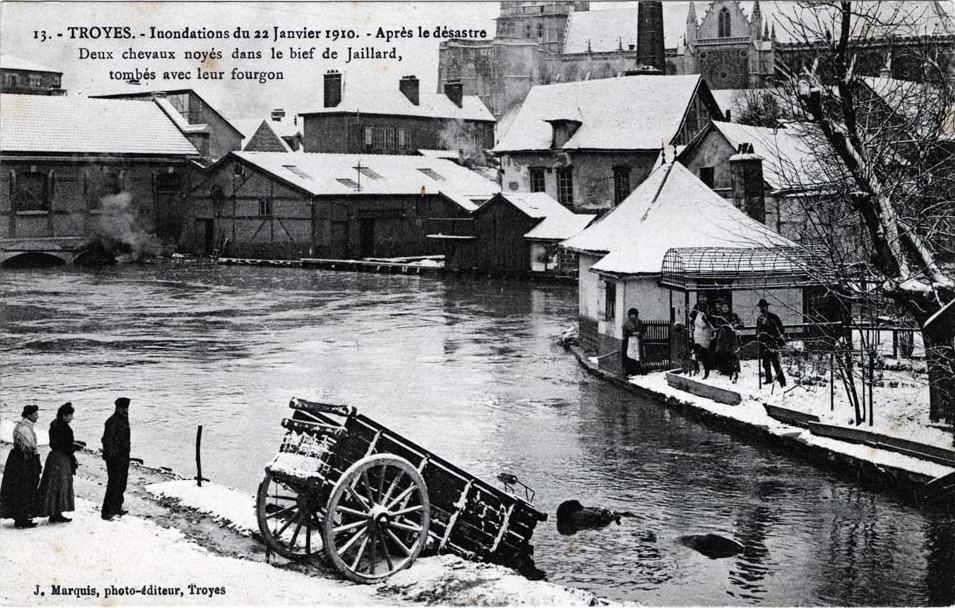
1910年特鲁瓦洪水

1910年1月21日至26日间，特鲁瓦市区遭遇严重洪灾，洪水水位漫过塞纳河河堤超过1.5米，主城区街道无一幸免，当地的交通、通信及各类社会设施几乎全部中断。第一次世界大战期间，特鲁瓦火车站曾作为兵力转运中心，当地的纺织业受到重创。战后，特鲁瓦的纺织工业得到恢复，并随着市场的扩大而进入“黄金期”，鳄鱼、小帆船等多个服装工厂在此出现，并使得特鲁瓦成为法国首个畅货中心。
第二次世界大战期间，特鲁瓦所在的法国北部区域被纳粹德军占领，1944年8月24日，德军在特鲁瓦南郊的比谢尔对当地的抵抗军进行了大屠杀，超过68人遇难，数十间房屋被毁。9月，特鲁瓦在联军将领乔治·巴顿的指挥下获得解放。
二战后，特鲁瓦逐渐恢复重建，传统有轨电车因设施老化和私人汽车的兴起而于1950年停运。20世纪60年代后，受到国际纺织品竞争的影响，特鲁瓦地区的多家中小型纺织品企业倒闭或被收购重组，当地经济受到一定影响。1976年1月30日，特鲁瓦发生帕特里克·亨利案件，当地一名8岁男童被帕特里克绑架并杀害，由于彼时法国正在进行废除死刑的讨论，该案件引发了公众对死刑废除后社会治安问题的担忧。

## 地理

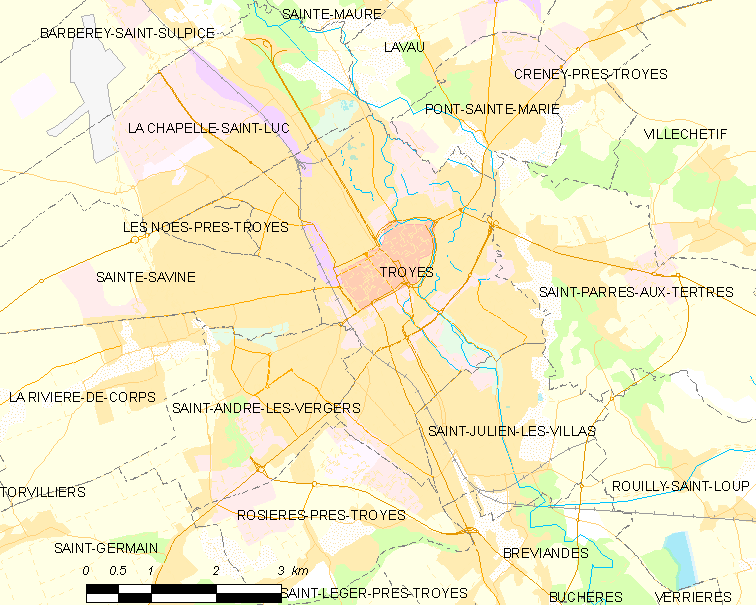
特鲁瓦市镇范围地图

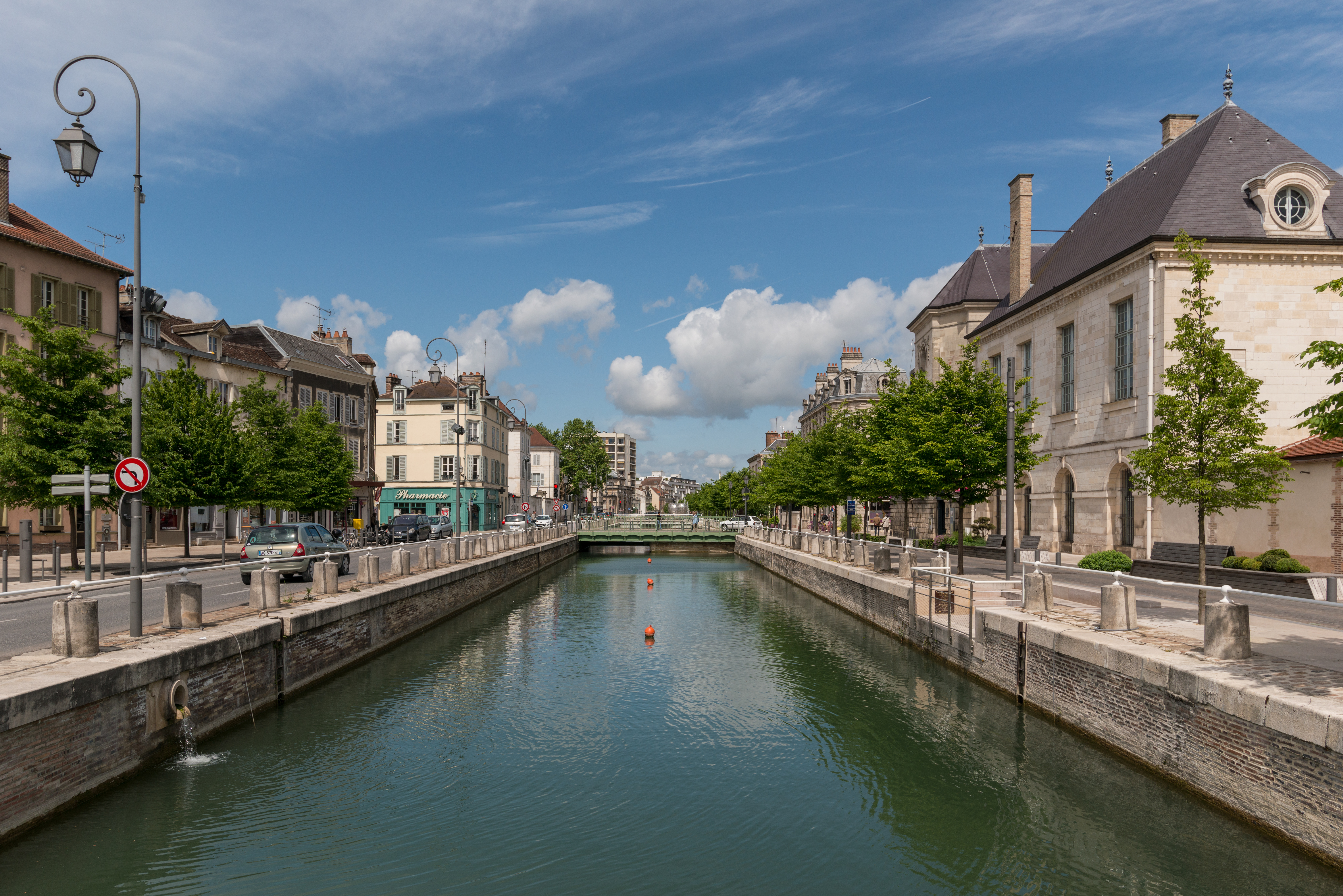
特鲁瓦市中心的运河

特鲁瓦位于法国中北部偏东，大东部大区的西南部和奥布省的中部，距离首都巴黎大约130公里，距离大东部大区首府斯特拉斯堡大约380公里。与特鲁瓦壤的市镇包括：拉沙佩勒圣吕克、拉沃、特鲁瓦附近莱诺、蓬圣玛丽、特鲁瓦附近罗西耶尔、圣安德烈莱韦尔热、圣朱利安莱维拉、圣帕尔欧泰特尔、圣萨维娜。

### 地形
特鲁瓦位于巴黎盆地东部，塞纳河上游的冲积平原之上，市区地势平坦，仅市区北侧略有起伏，全境海拔在100至126米之间。

### 地质
特鲁瓦全境位于由塞纳河搬运作用而形成的现代沉积物分布区，主要成分包括黏土、砂砾和燧石，厚度在10至15米之间。

### 水文
塞纳河自东南向西北流经特鲁瓦，呈辫状水系，分为新旧两条河，其中新河穿过特鲁瓦境内，旧河则经过市区外缘过境。另有支流巴尔斯河和特里福瓦河在特鲁瓦交汇。人工开凿的特雷瓦运河（Canal Trévois）位于特鲁瓦市中心，现被开发改造成为城市景观，建有喷泉、休闲走廊等设施。

### 植被
特鲁瓦属于温带常绿阔叶林，市区内的绿地公园主要分布市区内的舍夫勒斯花园（Jardin de Chevreuse）、磨坊公园（Parc du Moulin）及塞纳河畔。
在鲜花城市的评比中，特鲁瓦被评为4星级（最高级）鲜花城市。

### 气候
特鲁瓦在柯本气候分类法中属于温带海洋性气候，因距离海岸线相对较远，故冬季偶尔会受到内陆气流的影响，呈现出大陆性的特征。
特鲁瓦市区西北部的巴尔伯雷-圣叙尔皮斯设有气象站，以下为该气象站的数据：
| 特鲁瓦-巴尔伯雷-圣叙尔皮斯气象数据 | 特鲁瓦-巴尔伯雷-圣叙尔皮斯气象数据 | 特鲁瓦-巴尔伯雷-圣叙尔皮斯气象数据 | 特鲁瓦-巴尔伯雷-圣叙尔皮斯气象数据 | 特鲁瓦-巴尔伯雷-圣叙尔皮斯气象数据 | 特鲁瓦-巴尔伯雷-圣叙尔皮斯气象数据 | 特鲁瓦-巴尔伯雷-圣叙尔皮斯气象数据 | 特鲁瓦-巴尔伯雷-圣叙尔皮斯气象数据 | 特鲁瓦-巴尔伯雷-圣叙尔皮斯气象数据 | 特鲁瓦-巴尔伯雷-圣叙尔皮斯气象数据 | 特鲁瓦-巴尔伯雷-圣叙尔皮斯气象数据 | 特鲁瓦-巴尔伯雷-圣叙尔皮斯气象数据 | 特鲁瓦-巴尔伯雷-圣叙尔皮斯气象数据 | 特鲁瓦-巴尔伯雷-圣叙尔皮斯气象数据 |
| 月份                               | 1月                                | 2月                                | 3月                                | 4月                                | 5月                                | 6月                                | 7月                                | 8月                                | 9月                                | 10月                               | 11月                               | 12月                               | 全年                               |
| ---------------------------------- | ---------------------------------- | ---------------------------------- | ---------------------------------- | ---------------------------------- | ---------------------------------- | ---------------------------------- | ---------------------------------- | ---------------------------------- | ---------------------------------- | ---------------------------------- | ---------------------------------- | ---------------------------------- | ---------------------------------- |
| 历史最高温 °C（°F）                | 16.2 (61.2)                        | 22.1 (71.8)                        | 23.7 (74.7)                        | 29.2 (84.6)                        | 33.3 (91.9)                        | 37.9 (100.2)                       | 41.8 (107.2)                       | 40.6 (105.1)                       | 33.7 (92.7)                        | 30.3 (86.5)                        | 22.8 (73.0)                        | 19 (66)                            | 41.8 (107.2)                       |
| 平均高温 °C（°F）                  | 6.2 (43.2)                         | 7.7 (45.9)                         | 11.9 (53.4)                        | 15.2 (59.4)                        | 19.5 (67.1)                        | 22.7 (72.9)                        | 25.7 (78.3)                        | 25.4 (77.7)                        | 21.2 (70.2)                        | 16.3 (61.3)                        | 10.1 (50.2)                        | 6.7 (44.1)                         | 15.7 (60.3)                        |
| 日均气温 °C（°F）                  | 3.1 (37.6)                         | 3.7 (38.7)                         | 6.9 (44.4)                         | 9.5 (49.1)                         | 13.6 (56.5)                        | 16.7 (62.1)                        | 19.3 (66.7)                        | 19.0 (66.2)                        | 15.4 (59.7)                        | 11.6 (52.9)                        | 6.6 (43.9)                         | 3.7 (38.7)                         | 10.8 (51.4)                        |
| 平均低温 °C（°F）                  | −0.1 (31.8)                        | −0.3 (31.5)                        | 2 (36)                             | 3.7 (38.7)                         | 7.8 (46.0)                         | 10.7 (51.3)                        | 12.8 (55.0)                        | 12.6 (54.7)                        | 9.6 (49.3)                         | 6.8 (44.2)                         | 3 (37)                             | 0.8 (33.4)                         | 5.8 (42.4)                         |
| 历史最低温 °C（°F）                | −23 (−9)                           | −17.6 (0.3)                        | −15.4 (4.3)                        | −6.2 (20.8)                        | −2 (28)                            | 0.4 (32.7)                         | 3.1 (37.6)                         | 3 (37)                             | −0.4 (31.3)                        | −7 (19)                            | −11.1 (12.0)                       | −18 (0)                            | −23 (−9)                           |
| 平均降水量 mm（）                  | 50.5 (1.99)                        | 42.1 (1.66)                        | 47.7 (1.88)                        | 50.9 (2.00)                        | 61.7 (2.43)                        | 56.6 (2.23)                        | 54.4 (2.14)                        | 52.2 (2.06)                        | 53.3 (2.10)                        | 63.6 (2.50)                        | 51.2 (2.02)                        | 60.6 (2.39)                        | 644.8 (25.4)                       |
| 月均日照時數                       | 68.6                               | 88.3                               | 143.8                              | 184.8                              | 215                                | 229.4                              | 235.5                              | 228.2                              | 179.2                              | 123.6                              | 66.6                               | 53.6                               | 1,816.6                            |
| 来源：Infoclimat                   |                                    |                                    |                                    |                                    |                                    |                                    |                                    |                                    |                                    |                                    |                                    |                                    |                                    |

## 行政区划
特鲁瓦是法国大东部大区奥布省的一个市镇，编号为10387，它也是奥布省的省会。特鲁瓦下辖特鲁瓦区，隶属于奥布省第一、二、三选区，管理特鲁瓦第一县、第二县、第三县、第四县和第五县，同时也是特鲁瓦香槟都会城市圈公共社区的办公驻地。
法国国家统计与经济研究所（简称）在进行数据统计时，将特鲁瓦及相邻的另外16个市镇设为特鲁瓦城市核心区，并将包括核心区在内的周边共120个市镇划为特鲁瓦城市区。自2020年起，特鲁瓦城市区被包含209个市镇的特鲁瓦城市辐射区代替。此外，还将特鲁瓦市镇分为了47个“信息块区”（IRIS），以便于统计人口分布情况。
特鲁瓦市镇被划为11个街区，并实行街区自治制度。
| 教堂 圣马丁 马罗 莱沙尔特勒 火车站 沙尔米耶 茹尔·盖德 瓦索勒- · 托克塞勒 埃克尔沃勒 塞纳尔德-莫利讷 特雷瓦-克龙塞勒 |          |                     |              |
| 街区名称* | 街区原名 | 人口数量 （2012年） | 所含块区数量 |
| 教堂 |          | 9,274               | 4            |
| 火车站 |          | 2,549               | 1            |
| 马罗 |          | 4,700               | 2            |
| 圣马丁 |          | 9,111               | 4            |
| 瓦索勒-托克塞勒 |          | 3,350               | 2            |
| 埃克尔沃勒 |          | 2,421               | 1            |
| 沙尔米耶 |          | 6,089               | 3            |
| 茹尔·盖德 |          | 5,199               | 2            |
| 塞纳尔德-莫利讷 |          | 4,414               | 2            |
| 特雷瓦-克龙塞勒 |          | 4,658               | 2            |
| 莱沙尔特勒 |          | 8,245               | 4            |
| *注：中文名称非官方正式翻译，仅供参考。                                                                             |          |                     |              |

## 交通

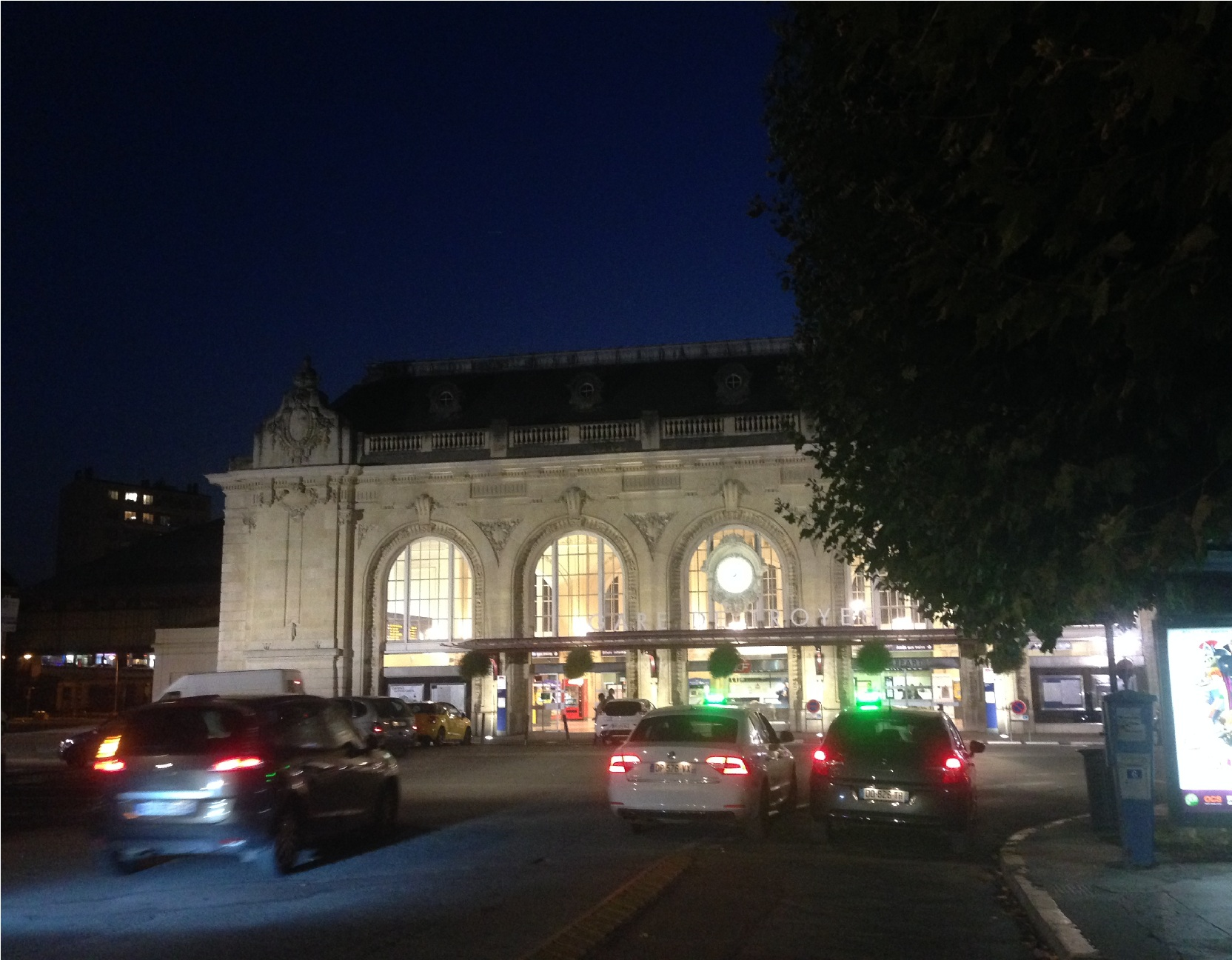
特鲁瓦火车站夜景

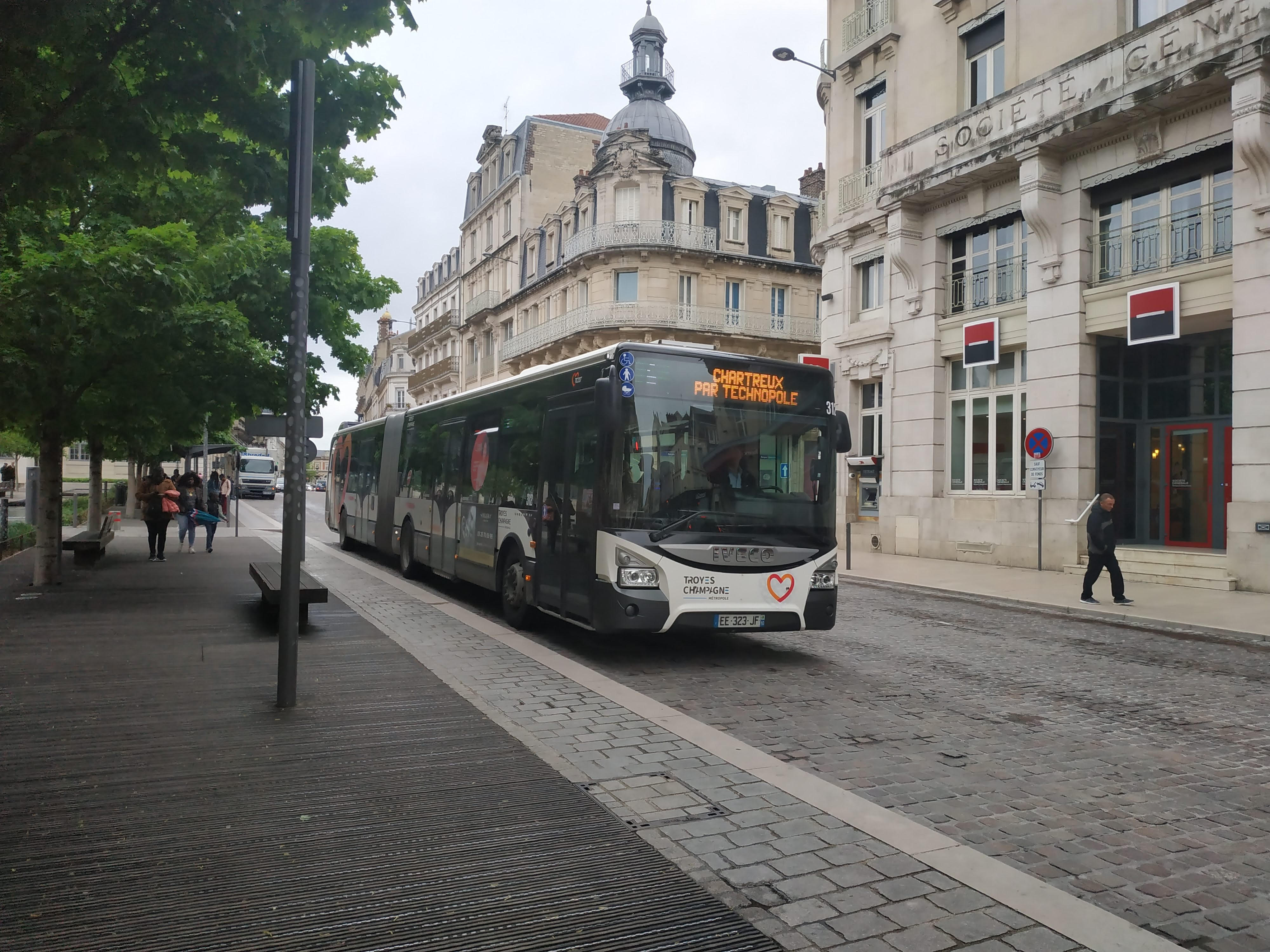
特鲁瓦公交

### 公路
法国国家A5号和A26号两条高速公路在特鲁瓦市区东南部交汇，并设有多个出入口连接市区。此外，法国国道N77线和多条奥布省省道在特鲁瓦交汇，特鲁瓦环城公路全长30公里，途径了特鲁瓦市区附近的多个市镇。
大东部大区公共交通开行由特鲁瓦前往圣弗洛朗坦、塞纳河畔罗米伊和巴尔斯河畔旺德夫尔三个方向的城际巴士，停靠沿途所有市镇；另开行直达香槟沙隆的直达快速大巴。大东部大区下属的奥布省城际客运则提供多条常规或学生巴士线路，主要可前往布列讷堡、奥布河畔巴尔、托奈尔、艾克斯-维勒莫尔-帕利等地。此外，一些国际性的巴士客运公司亦提供途径特鲁瓦的长途客车线路，可直达巴黎，并可通过联程中转前往法国及西欧各主要城市。
2017年，57.8%的特鲁瓦家庭拥有至少一辆私人汽车。2019年，特鲁瓦境内共发生各类交通事故119起，造成1人遇难，144人受伤。

### 铁路
特鲁瓦位于巴黎－米卢斯铁路线上，该铁路建于1845年，是法国东北部的重要干线铁路，在高速铁路通车以前曾为巴黎和巴塞尔之间的必经之路，而巴黎至特鲁瓦区段的电气化改造工程则已于2019年启动。
特鲁瓦火车站位于市中心，老城区西部，该站每天停靠连接巴黎和米卢斯之间的长途区域列车，其中前往巴黎方向的班次停靠塞纳河畔罗米伊和塞纳河畔诺让，全程运行时间约1小时25分钟；前往米卢斯方向的列车则沿途依次途径肖蒙、沃苏勒、吕尔、贝尔福等地；此外特鲁瓦站还开行始发前往第戎的列车。2018年，特鲁瓦站累计发送旅客数量达96.7万人次，是法国铁路系统的a级车站。

### 航空
特鲁瓦-巴尔贝雷机场位于特鲁瓦附近的巴尔贝雷，开行不定期包机航班。此外距离特鲁瓦最近的民用航空机场为沙隆-瓦特里机场。

### 城市公共交通
特鲁瓦城市公共交通（商业名称为）由当地政府直属运营，截至2020年9月，该公共交通系统共包括13条常规公交线路和18条校车线路，同时提供定制公交服务，其线路网覆盖了特鲁瓦市区内的各主要街区以及与特鲁瓦相邻的主要市镇。
特鲁瓦有轨电车曾于1899至1950年间运营，后因设施老化和汽车的兴起而被取消。2020年3月，当地媒体曾提出兴建特鲁瓦现代有轨电车的设想。

## 政治

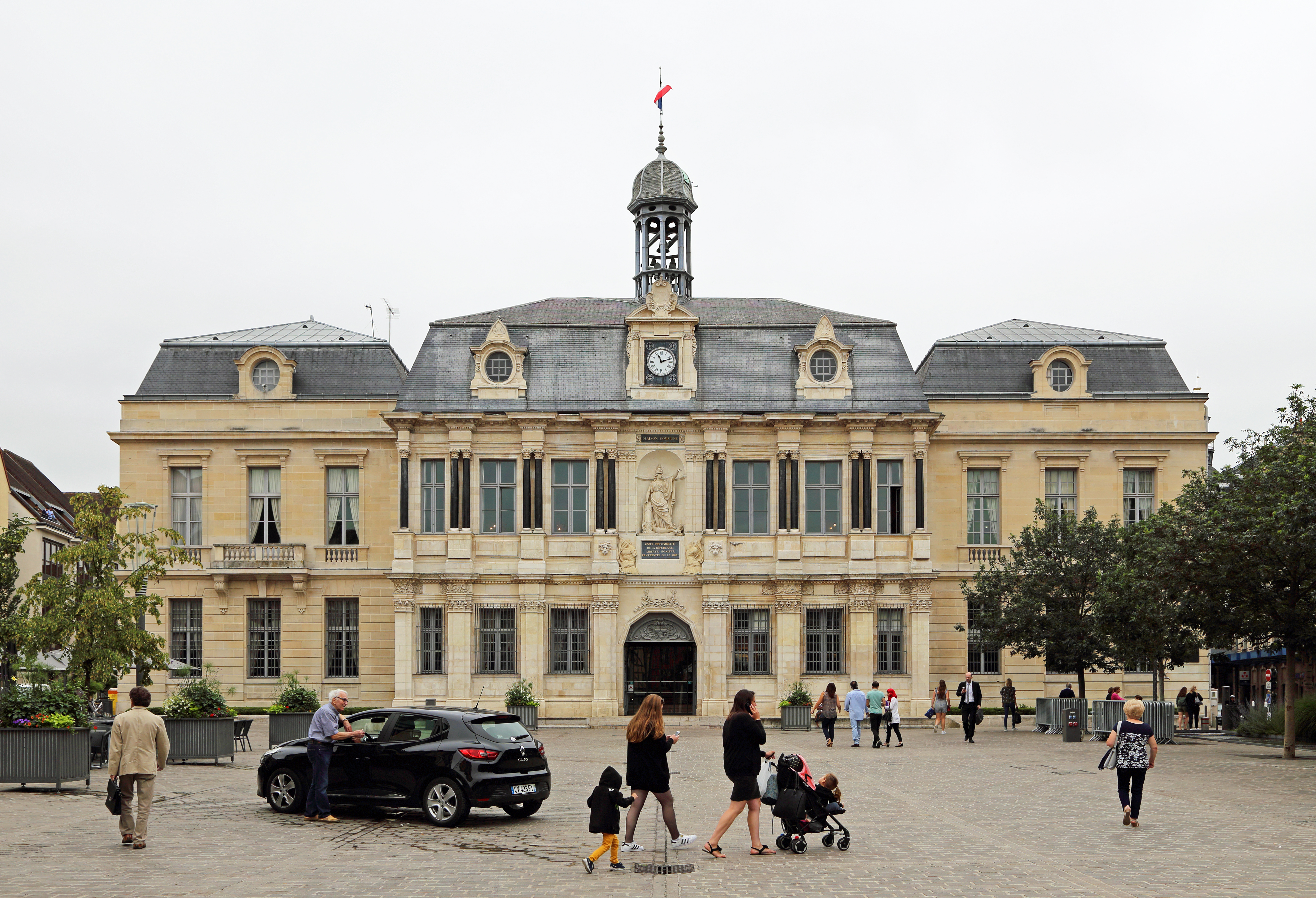
特鲁瓦市政厅

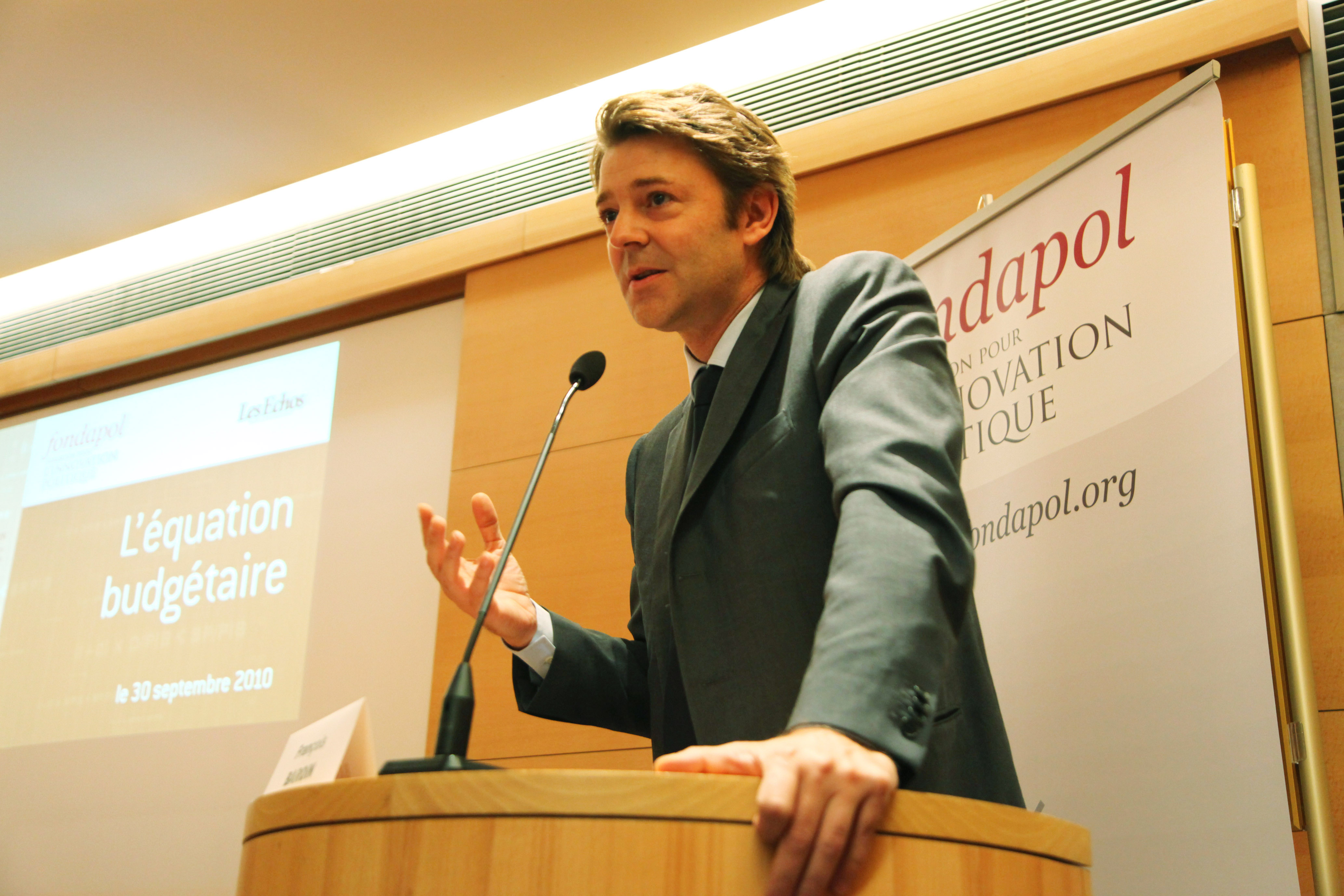
弗朗索瓦·巴鲁安

现任特鲁瓦的现任市长为弗朗索瓦·巴鲁安，他是共和党的一名成员，自1995年起担任并四次连任，他在2014年的市政选举中获得了62.56%的支持率，在2020年的市政选举中则获得66.78%的支持率。他同时也是特鲁瓦香槟都会城市圈公共社区的主席。
| 特鲁瓦历届市长 |                 |                 |
| 任期           | 市长            | 党派            |
| 1947年－1972年 | 亨利·特雷       | PRL自由共和党   |
| 1972年－1995年 | 罗贝尔·加莱     | RPR保衛共和聯盟 |
| 1995年－       | 弗朗索瓦·巴鲁安 | LR共和黨        |

在2017年的法国总统大选中，共和党主席弗朗索瓦·菲永在特鲁瓦的第一轮选举中获得22.94%的支持率，居所有候选人首位；而现任法国总统埃马纽埃尔·马克龙则在第二轮选举中获得了66.29%的支持率并胜出。

## 人口
2018年，特鲁瓦市镇人口数量为61,996，在法国排名第92位。其中男性29,194人，女性32,458人，75岁及以上人口占7.5%，外籍人口数量为20,670人，人口密度为4,697人/平方公里，当地居民被称为（男性）或（女性）。2019年，特鲁瓦境内出生775人，死亡人口585人。
| 年份   | 1936   | 1946   | 1954   | 1962   | 1968   | 1975   | 1982   | 1990   | 1999   | 2006   | 2011   | 2016   | 2018   |
| ------ | ------ | ------ | ------ | ------ | ------ | ------ | ------ | ------ | ------ | ------ | ------ | ------ | ------ |
| 人口數 | 57,961 | 58,805 | 58,819 | 67,406 | 74,898 | 72,165 | 63,579 | 59,255 | 60,958 | 61,344 | 60,013 | 60,640 | 61,996 |

## 经济

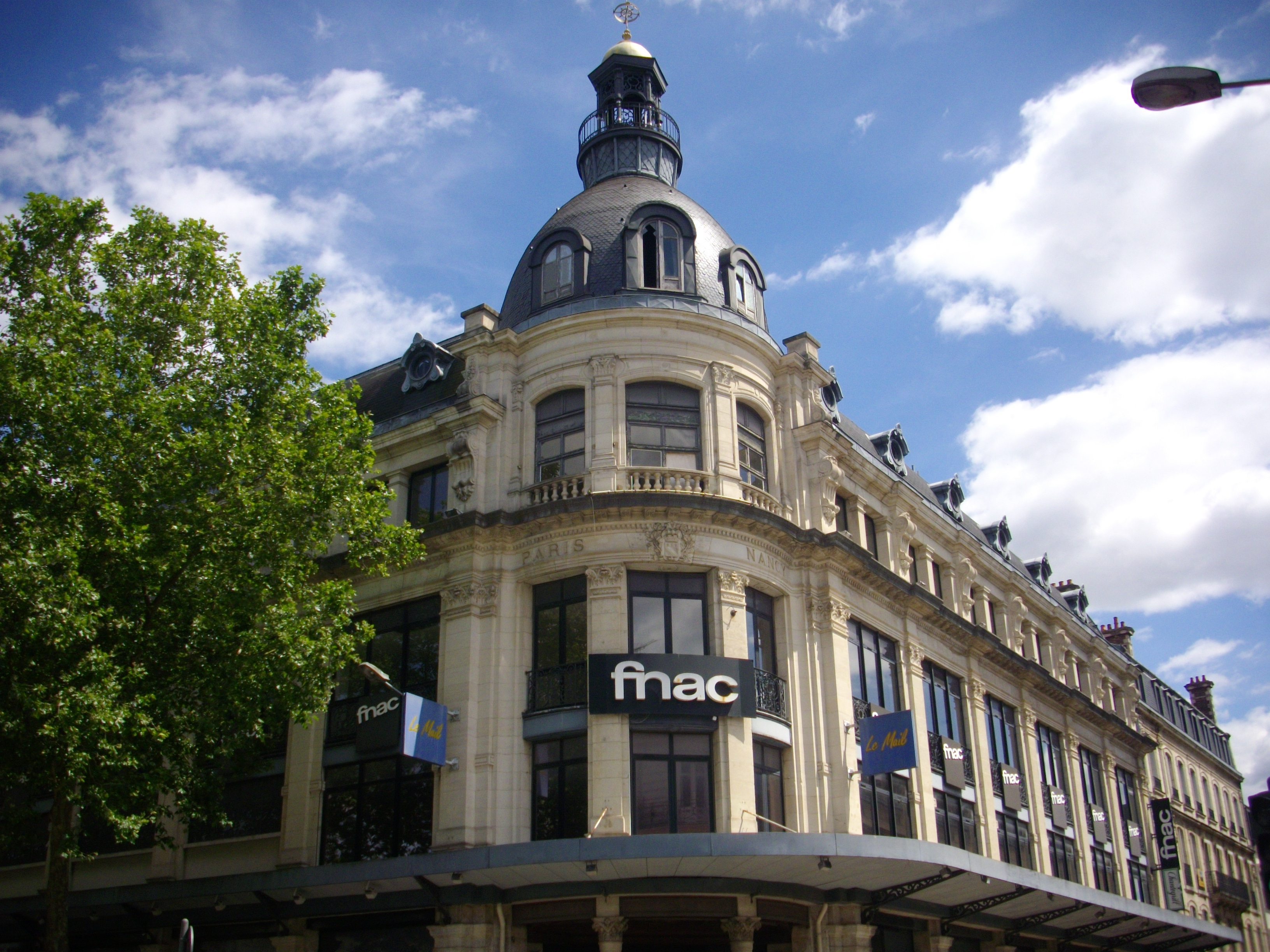
特鲁瓦共和国街上的商铺

特鲁瓦是奥布省的经济中心，亦是特鲁瓦-奥布工商会驻地，当地共有各类用人单位8,876家，其中98.65%为中小企业，平均历史为17年，物流、机械制造、食品加工生产等为当地的主要经济部门。（服装生产）、（副食品生产）及（服装销售）是当地2019年营业额最高的三个企业，分别为196,691,411欧元、177,250,051欧元和79,848,696欧元。

### 产业分布
在第一产业方面，特鲁瓦附近地势平坦，水源充足，适合大多数温带农作物的生长。除常见的经济类粮食作物外，特鲁瓦市区西部的蒙格及附近区域有葡萄园分布，被称为“香槟丘陵”（Côte de Champagne），是香槟产区的组成部分。2017年，特鲁瓦市镇范围内从事农业生产的人数为97，占总就业人口比例的0.3%。
在第二产业方面，特鲁瓦因纺织产业而闻名，以鳄鱼为代表的服装企业是当地主要的生产企业，此外当地还有农产品加工、机械及少量化工等生产部门。2017年，特鲁瓦市镇范围内从事工业生产的人数为3,543，占总就业人口比例的11.2%。
在第三产业方面，特鲁瓦是法国重要的商业城市，因当地的“工厂-商场”直销模式而闻名，其附近共有三处畅货中心，分别为位于圣朱利安莱维拉的、蓬圣玛丽的和。特鲁瓦也是重要的科教中心，香槟奥布科技园位于特鲁瓦境内，该城亦被法国《学生》杂志评为“中等学生城市”（ville étudiante moyenne）之一，当地主要有两所高等教育机构：特鲁瓦工程技术大学和兰斯-香槟-阿登大学特鲁瓦校区。此外，特鲁瓦也是法国重要的旅游城市之一，被法国文化部授予“艺术与历史之城”称号，同时也被《米其林旅游杂志》评为“三星级推荐”（最高级别）。

### 财政收入
2019年，特鲁瓦的财政收入总额为89,201,200欧元，财政支出总额为76,421,900欧元，当年的债务总额为49,302,200欧元。2020年，特鲁瓦共获得23,373,458欧元的国家财政补助，比上一年增加了0.02%。
2017年，特鲁瓦的人均月收入总额为1,910欧元，其中高级职员为3,544欧元，低于法国平均水平（4,214欧元）；中级职员为2,106欧元，低于法国平均水平（2,353欧元）；普通职员为1,574欧元，亦低于法国平均水平（1,690欧元）。
2017年，特鲁瓦境内的青壮年（15至64岁）失业率为24.6%，当地41%的家庭拥有纳税资格，平均纳税2,929欧元，低于法国平均水平（3,888欧元）。

## 社会事务

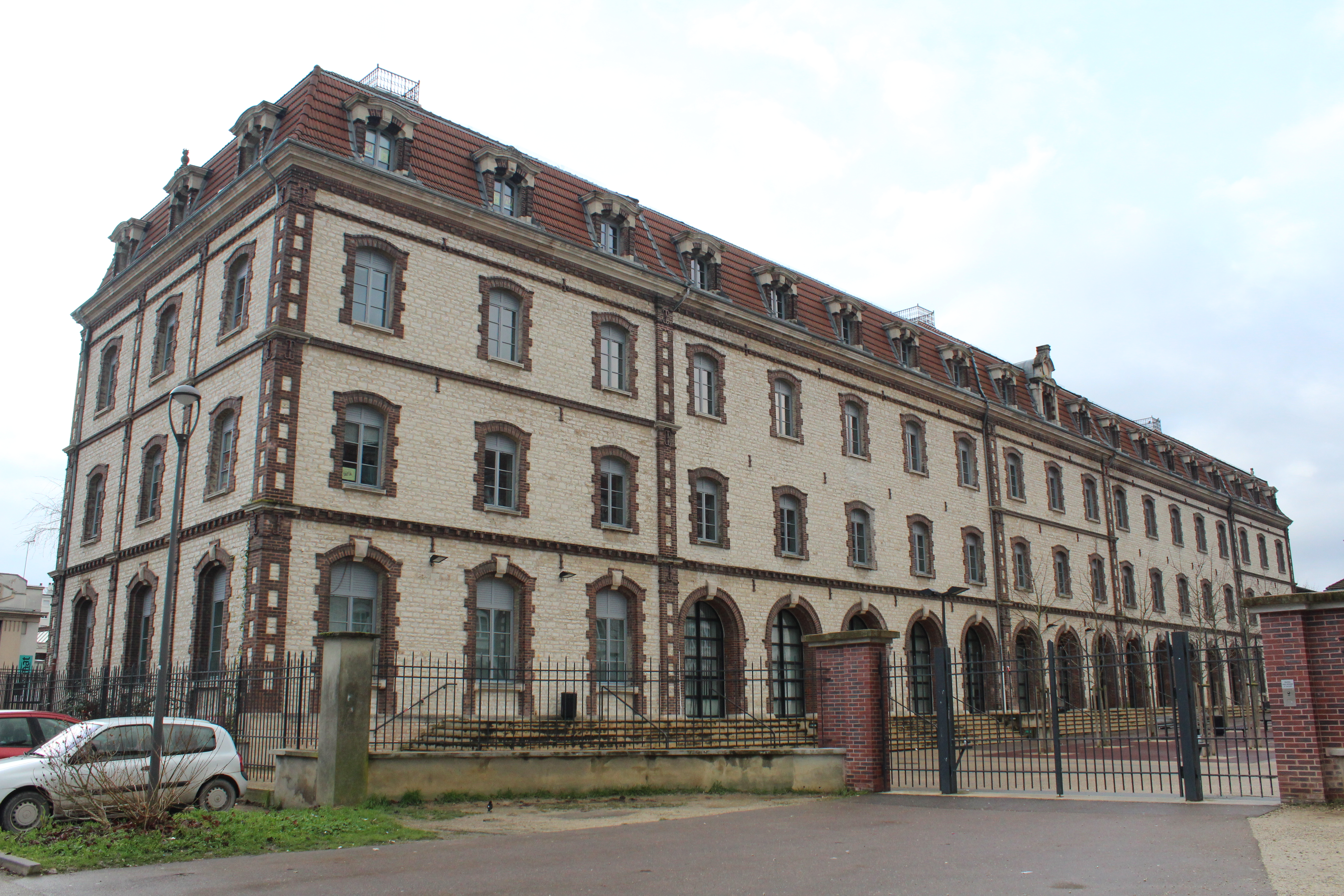
伯尔农维尔初级中学

### 教育
特鲁瓦属于兰斯学区。截止2017年1月1日，特鲁瓦境内共有17所幼儿园、27所小学、9所初级中学、8所普通高中和6所职业高中，其中多所高中开设有高职专业，另有特鲁瓦克雷斯蒂安高级中学、香槟玛丽高级中学（Lycée Marie de Champagne）和隆巴尔高级中学（Lycée Lombard）开设大学校预科班。2018至2019学年度，特鲁瓦境内共有学生8,331名。
在高等教育方面，特鲁瓦有两所主要的教育机构：特鲁瓦工程技术大学（简称）成立于1994年，是法国的一所五年制工程师大学校，也是法国科技大学联盟的成员之一，在校学生数量超过三千人。兰斯-香槟-阿登大学在特鲁瓦设有“香槟伯爵分校区”（Campus des Comtes de Champagne），其经管、历史和艺术学院的部分课程在此授课，此外特鲁瓦应用技术学院亦位于其境内，后者开设8个职业本科、6个专科和6个成人教育专业。

### 医疗
截止2019年1月1日，特鲁瓦境内共有全科医生59名、保健师51名、牙医53名、护士47名、耳科医生8名、眼科医生15名、皮肤科医生4名、助产士12名、儿科医生0名和妇科医生14名。境内共有药房24家、养老院12家、残疾人帮扶中心6家。
特鲁瓦中心医院（Centre Hospitalier de Troyes）是法国的一个区域性医疗机构，其前身为特鲁瓦伯爵神学院，该机构的主病区“西蒙娜·韦伊医院”（Hôpital Simone Veil）位于特鲁瓦市区南部，设有床位627个，是当地规模最大的公立综合性医院。

### 住房

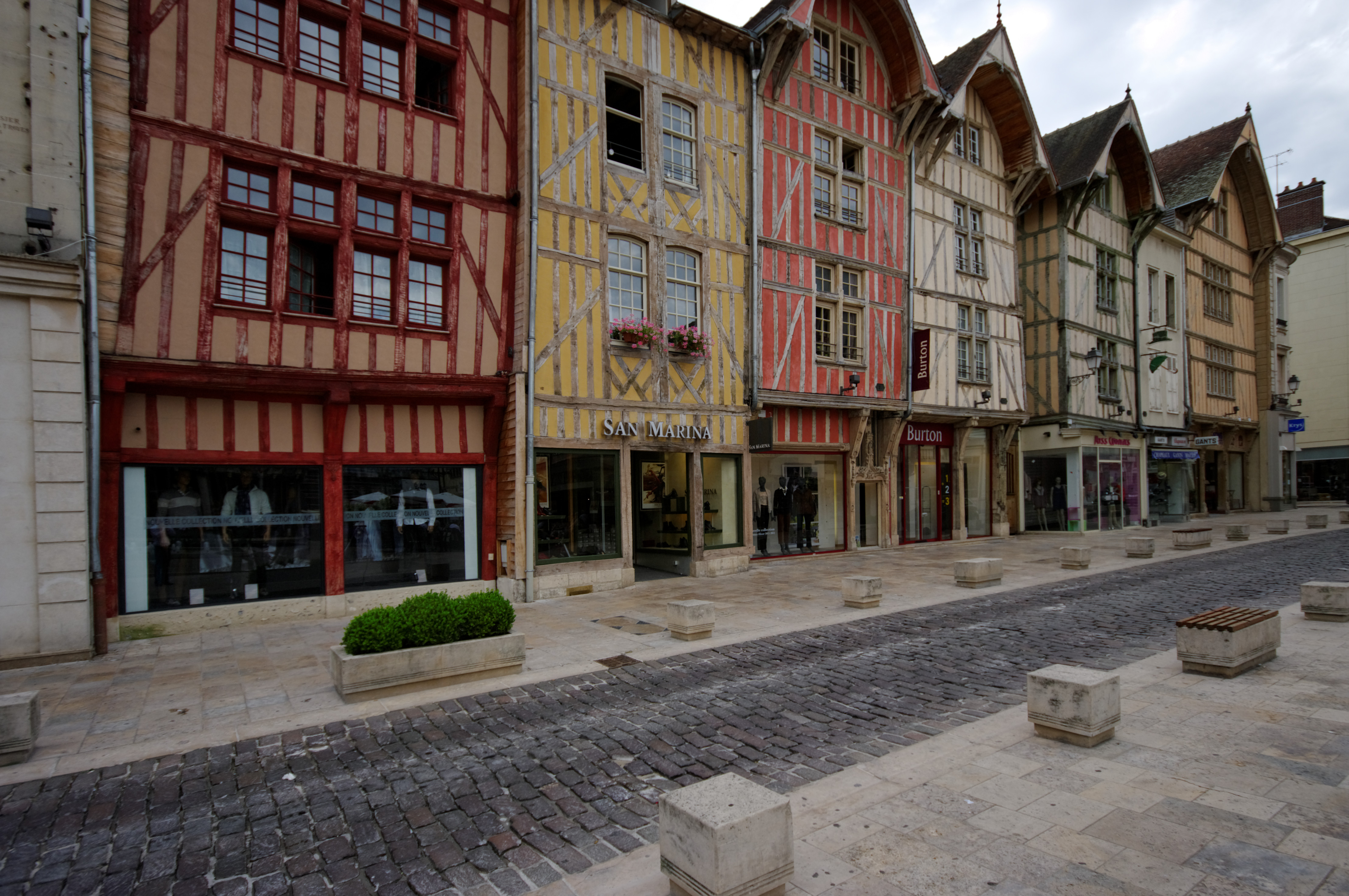
特鲁瓦传统建筑

2017年，特鲁瓦境内共有各类住房37,708套，比上一年增加497套，其中20.4%为独立式居民区，主要分布于市区北部；77.9%为集中式居民区，主要分布于市中心及市区南部。常住房屋占特鲁瓦市镇范围内居民建筑总量的86.8%，空置率为9.8%。
特鲁瓦的住房事务由特鲁瓦市政府直属的特鲁瓦房管局（Troyes habitat）负责管理，该部门提供特鲁瓦境内居民住房的租售服务，自2007年起成为法国廉价房屋管理组织成员。
在住房保障政策方面，2017年，特鲁瓦境内共有14,318户家庭获得了住房经济补助，受益人数占总人口数量的23.2%，其中14,005份为房租补助。

### 商业
2019年，特鲁瓦境内共有各类实体商铺1,392家，其中餐厅255家、大型超市16家、杂货店46家、面包房51家、肉铺26家、书店24家、装饰品店6家、银行门店39家、美容美发店121家、汽车维修店59家。
特鲁瓦因其“工厂-商场”销售模式而闻名，被称为“欧洲畅货中心”，市区周边共有三处畅货中心，分别为位于圣朱利安莱维拉的、蓬圣玛丽的和。特鲁瓦市中心则为传统的商业街区，有集市大堂（Marché des halles）和多条仅供行人使用的步行街。

### 体育

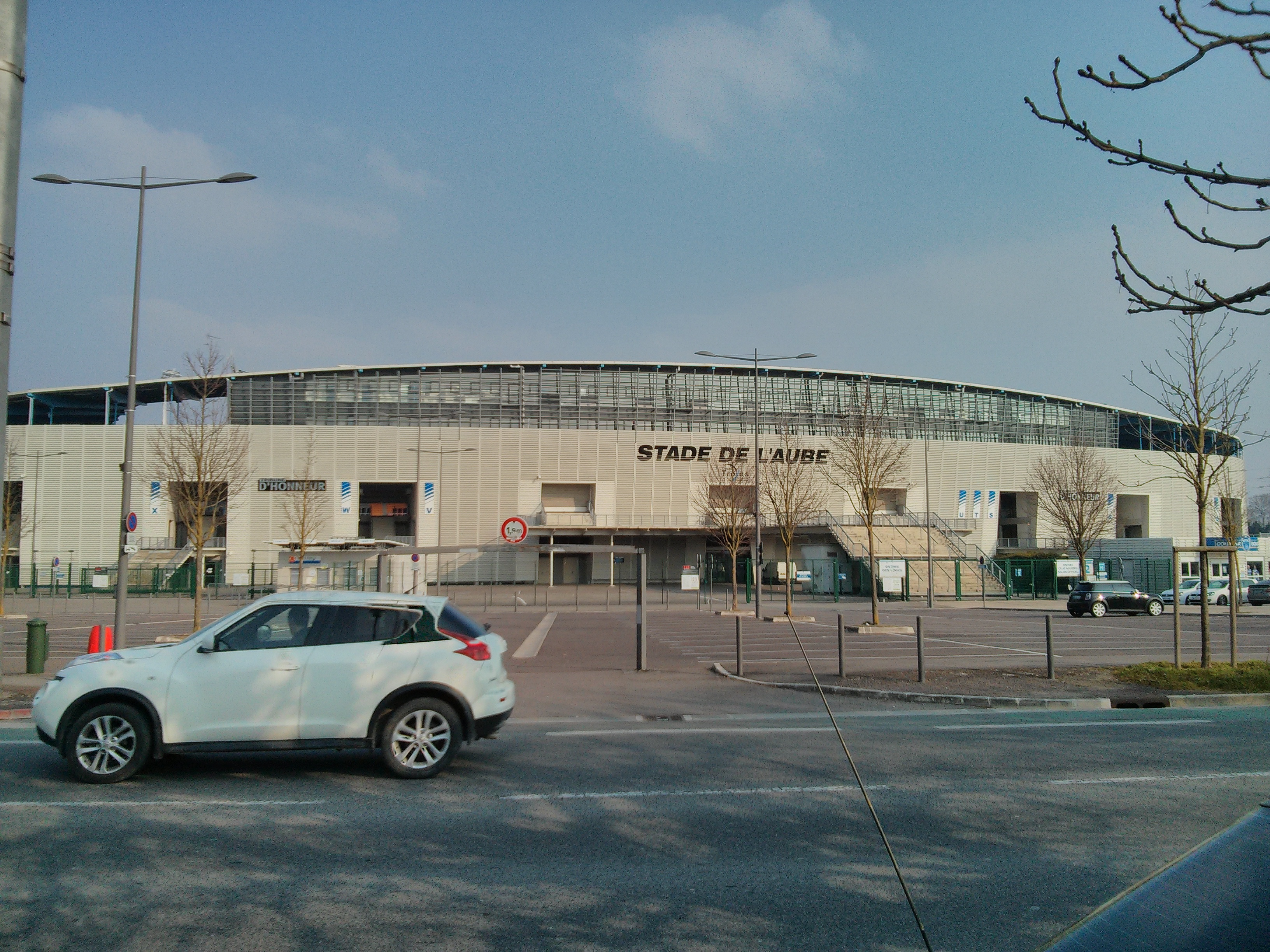
奥布球场

2019年，特鲁瓦境内共有2家游泳池、21间健身房、3座综合体育场、16处网球场、8处足球或橄榄球场以及9处篮球或排球场。
特鲁瓦因同名足球俱乐部而闻名，后者全名为“特鲁瓦-奥布-香槟体育前进队”（Espérance sportive Troyes Aube Champagne，简称），成立于1986年，其前身为1900年成立的特鲁瓦-圣萨维娜体育联盟和1970年成立的特鲁瓦奥布足球俱乐部，自1996年起成为法国职业足球俱乐部，并于1999年首次晋级参加法国足球甲级联赛。2020至2021赛季，特鲁瓦足球俱乐部参加法国足球乙级联赛，并于2020年9月被城市足球集團收购。该队主场奥布球场可同时容纳超过2万名观众，是当地规模最大的体育设施。除特鲁瓦足球俱乐部外，截至2021年5月，特鲁瓦境内还有12支注册足球队。
此外，特鲁瓦于1981年和2005年两次获得“法国体育城市”称号。

### 环境
特鲁瓦地区的环境事务由特鲁瓦香槟都会城市圈公共社区负责管理。2017年，特鲁瓦境内共15家污染企业。当年的二氧化氮浓度为17µg/m³、臭氧浓度为49µg/m³、二氧化硫浓度为0.6µg/m³、悬浮颗粒物（PM10）21µg/m³。

### 治安
特鲁瓦市区内共有3个派出所，距离最近的国家宪兵队位于巴尔斯河畔吕西尼境内，距离特鲁瓦15公里。另有省级消防站位于特鲁瓦境内。
2014年，特鲁瓦及附近地区共发生各类案件8,460起，其中盗窃类案件5,036起，经济类案件1,079起，毒品交易类案件358起。

## 文化

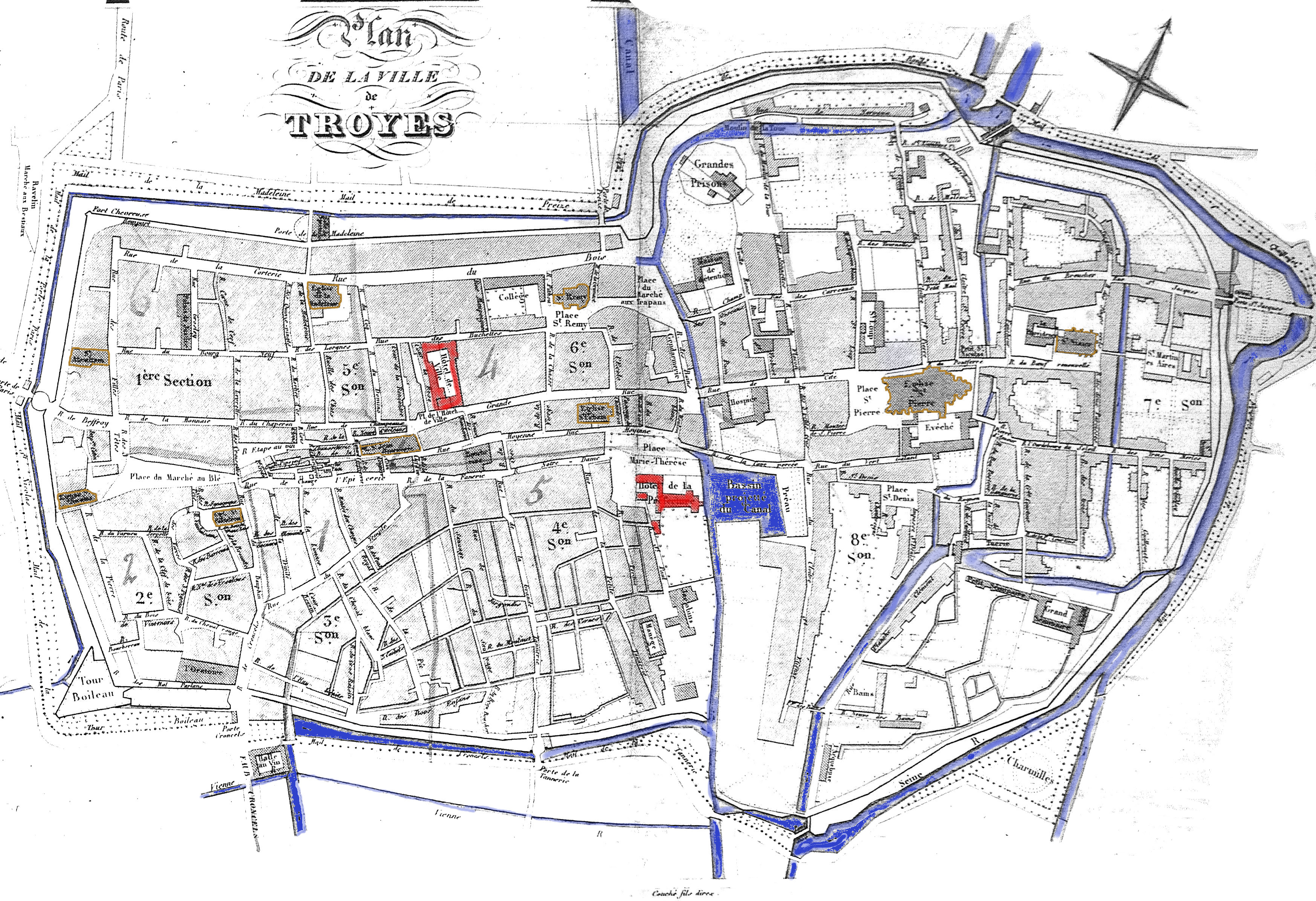
特鲁瓦老城地图

2019年，特鲁瓦境内共有2家剧场、1家电影院、7家博物馆和1家音乐厅。特鲁瓦市政府提供多媒体中心，向公众全年开放。

### 城市规划
特鲁瓦位于塞纳河上游的一处平原之上，市区主轴线由钱币街、尚波街、乔治·克莱蒙梭街和西岱街构成，呈东北-西南方向，大致与塞纳河垂直交汇。特鲁瓦历史城区包括两个部分，其中西南方向为老城，呈正方形；东北方向为西岱城，呈三角形，这两个部分组成了一个类似于蘑菇的形状，被称为“香槟酒塞”（Bouchon de champagne）。特鲁瓦新城则在其老城外缘分布，始建于18世纪末，工业革命时期快速扩张，其中东侧和南侧主要为居民区，而北侧则有多处厂房分布。二战后，特鲁瓦城市区域扩张至周边市镇，其中特鲁瓦附近罗西耶尔境内出现了大学城，而拉沙佩勒圣吕克境内则出现了大型仓储和物流园。
特鲁瓦的城市规划与建设事务由特鲁瓦市政府及特鲁瓦香槟都会城市圈公共社区共同负责，当地政府自1985年起制定城市总体规划方案，截止2020年9月，该规划已经历了12次调整，旨在不断适应和协调当地的城市发展。

### 建筑
特鲁瓦是法国艺术与历史之城，境内共有163处国家文物保护单位，其中圣乌尔巴诺圣殿、特鲁瓦集市圣若望堂、特鲁瓦圣尼赛休堂和特鲁瓦玛达肋纳堂是首批文物保护单位。

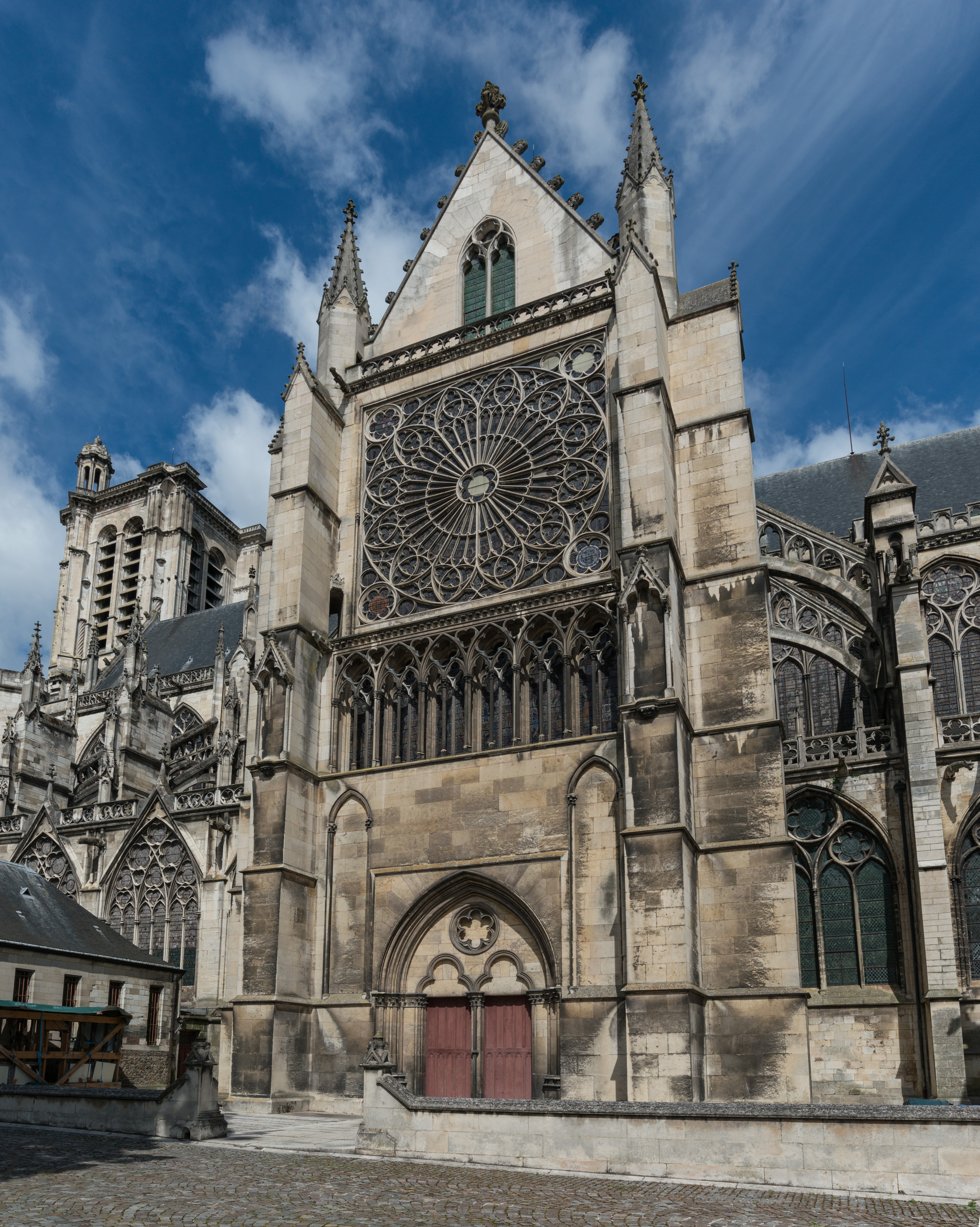
特鲁瓦主教座堂
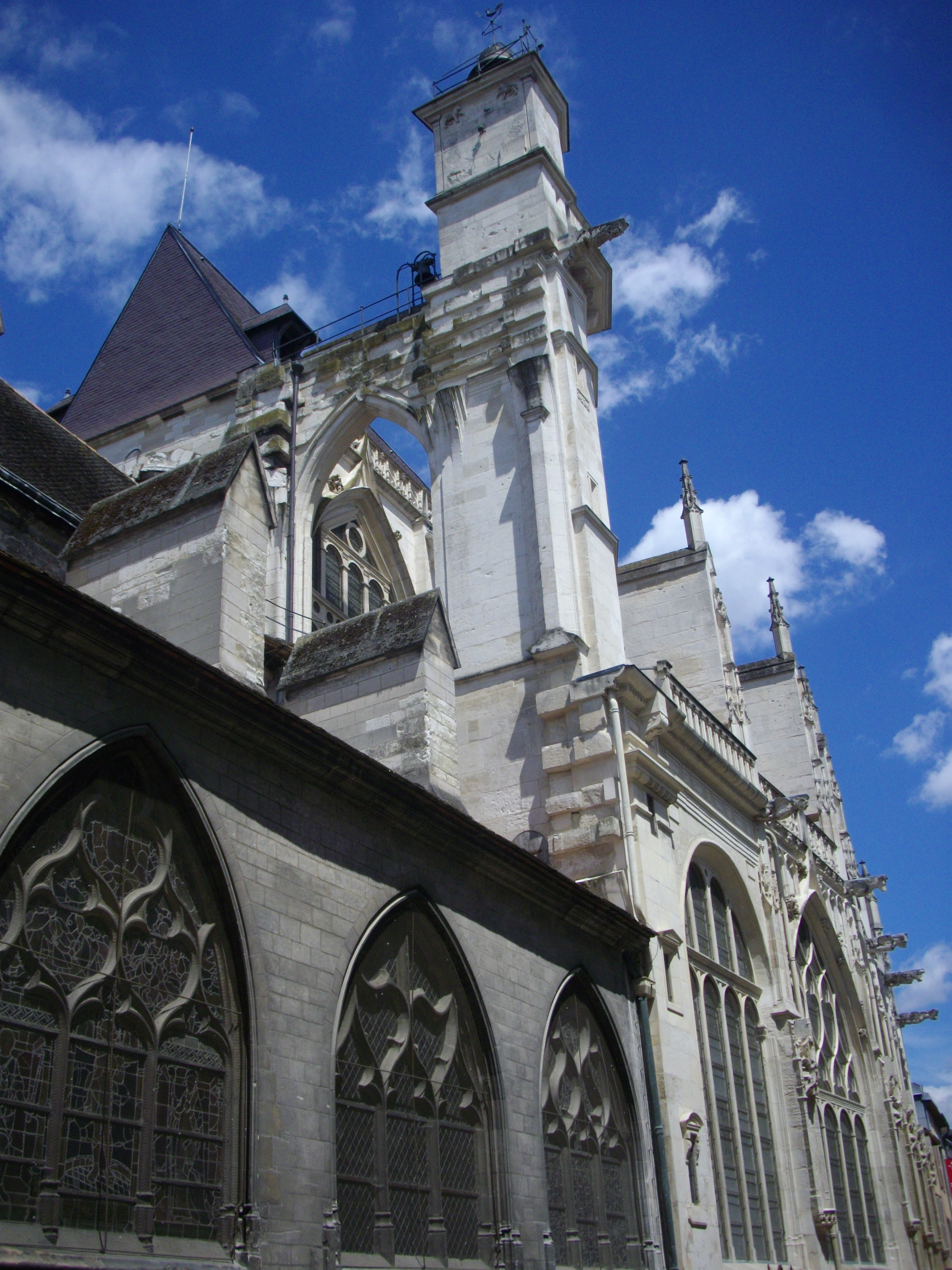
特鲁瓦集市圣若望堂
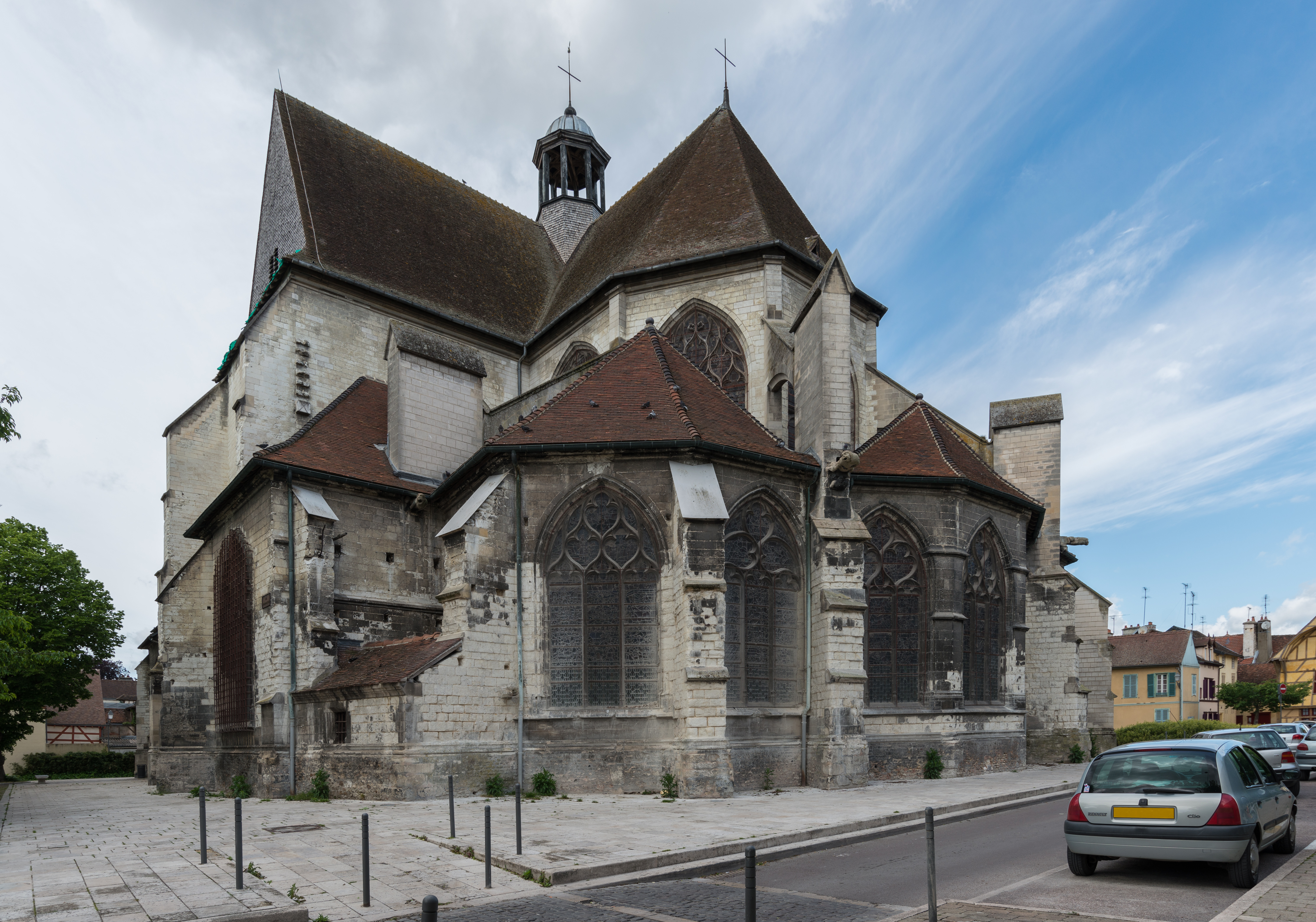
特鲁瓦圣尼赛休堂
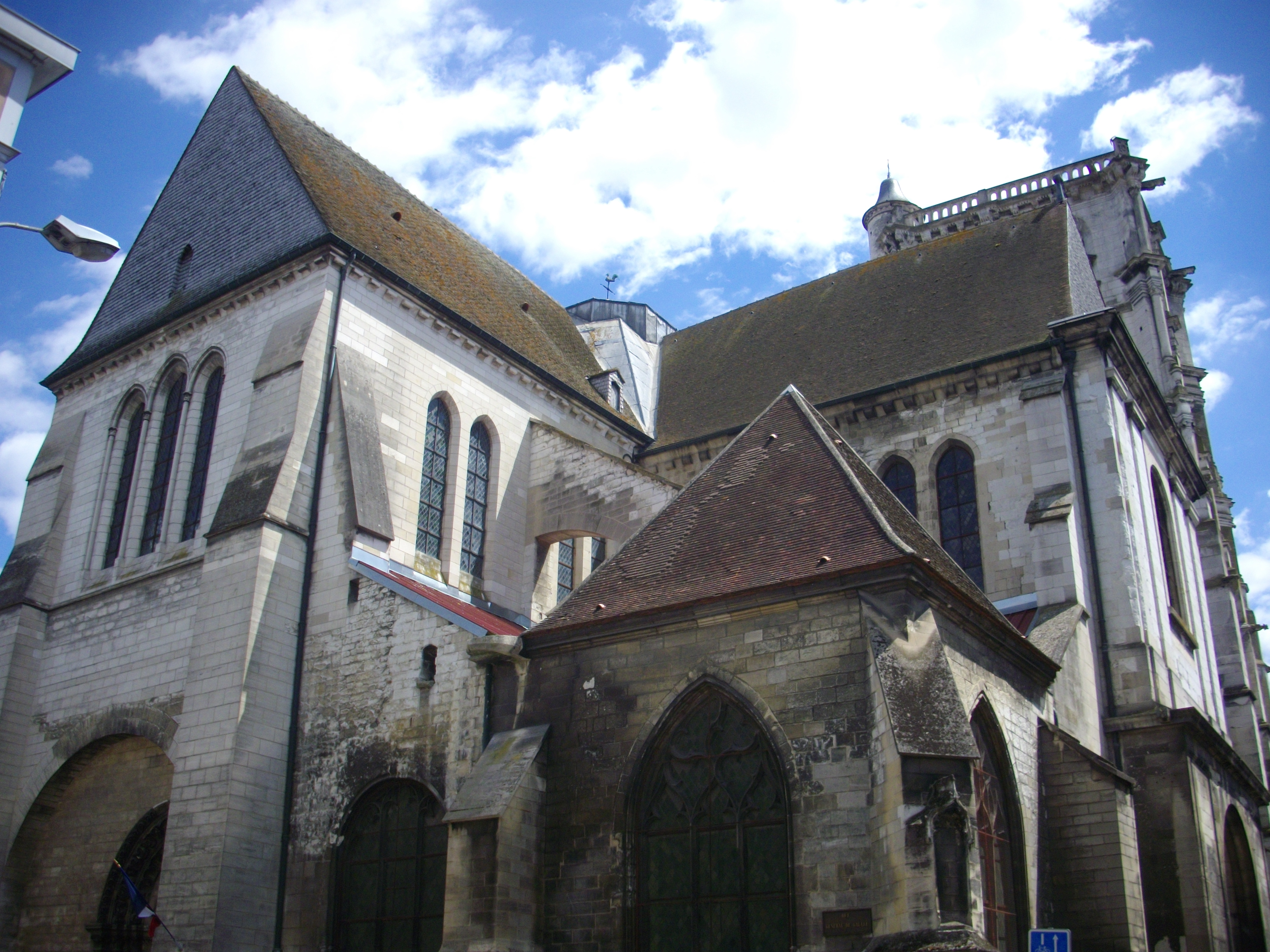
特鲁瓦玛达肋纳堂
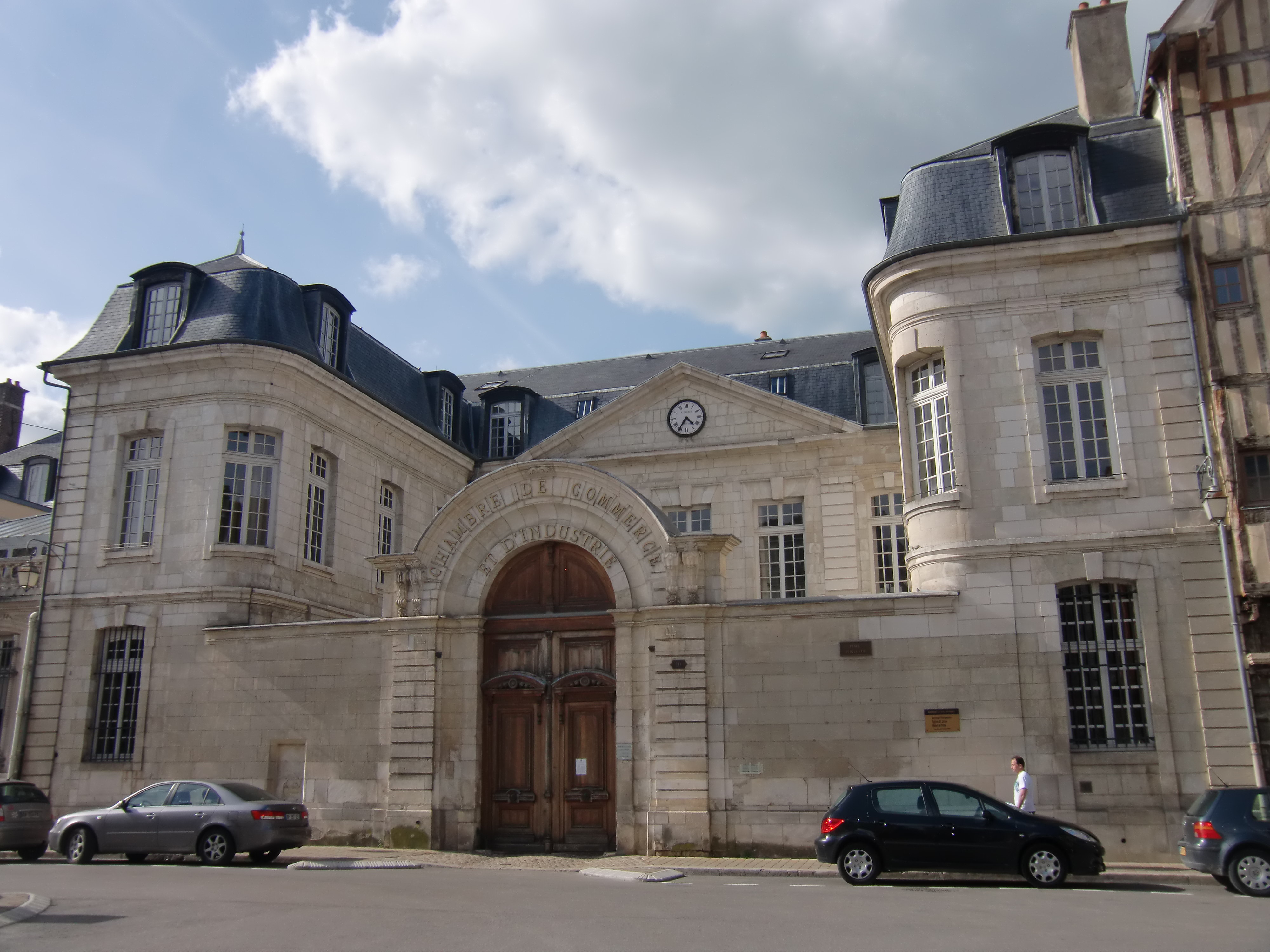
特鲁瓦工商会
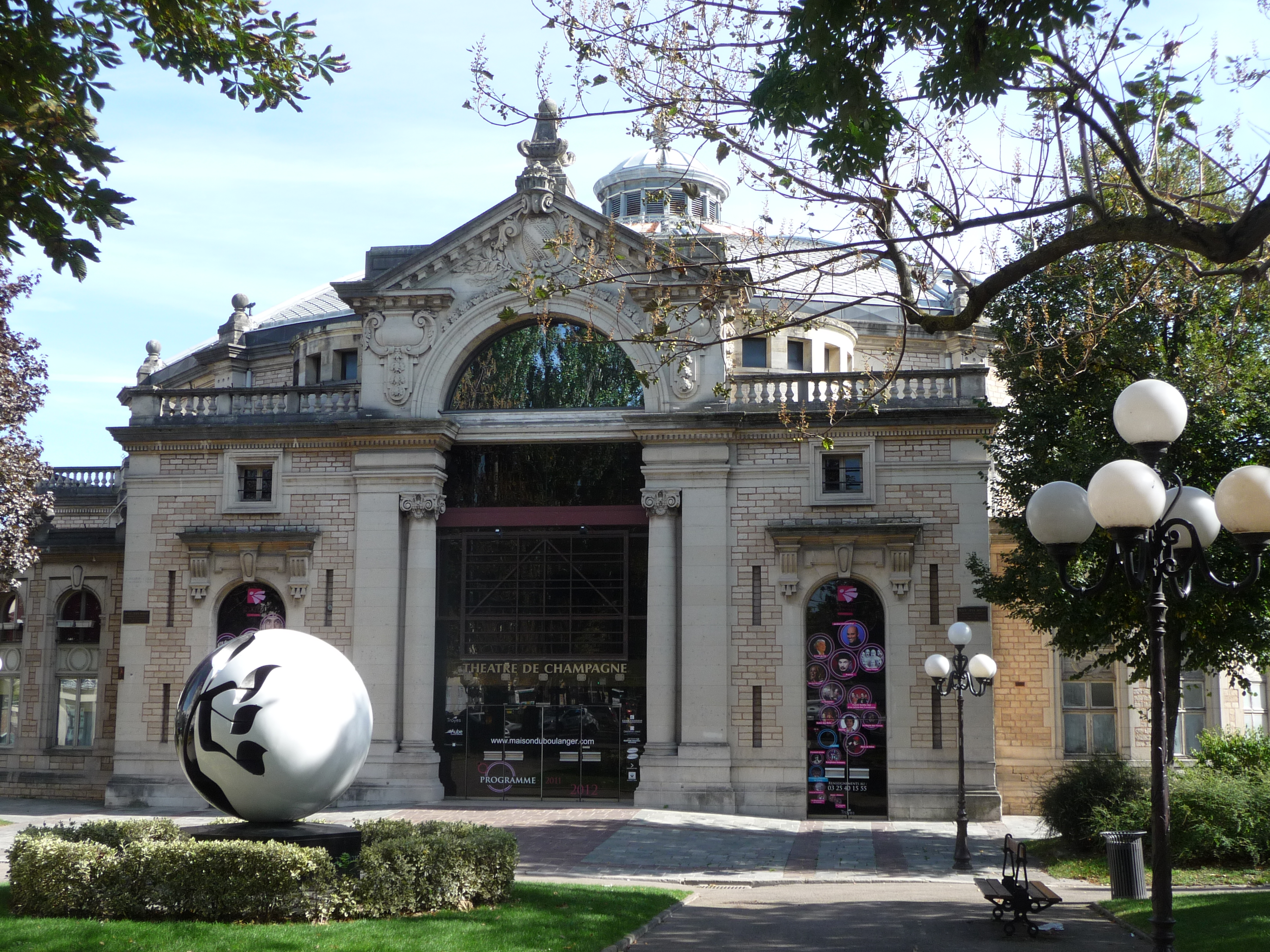
香槟剧场（法语：Cirque municipal de Troyes）
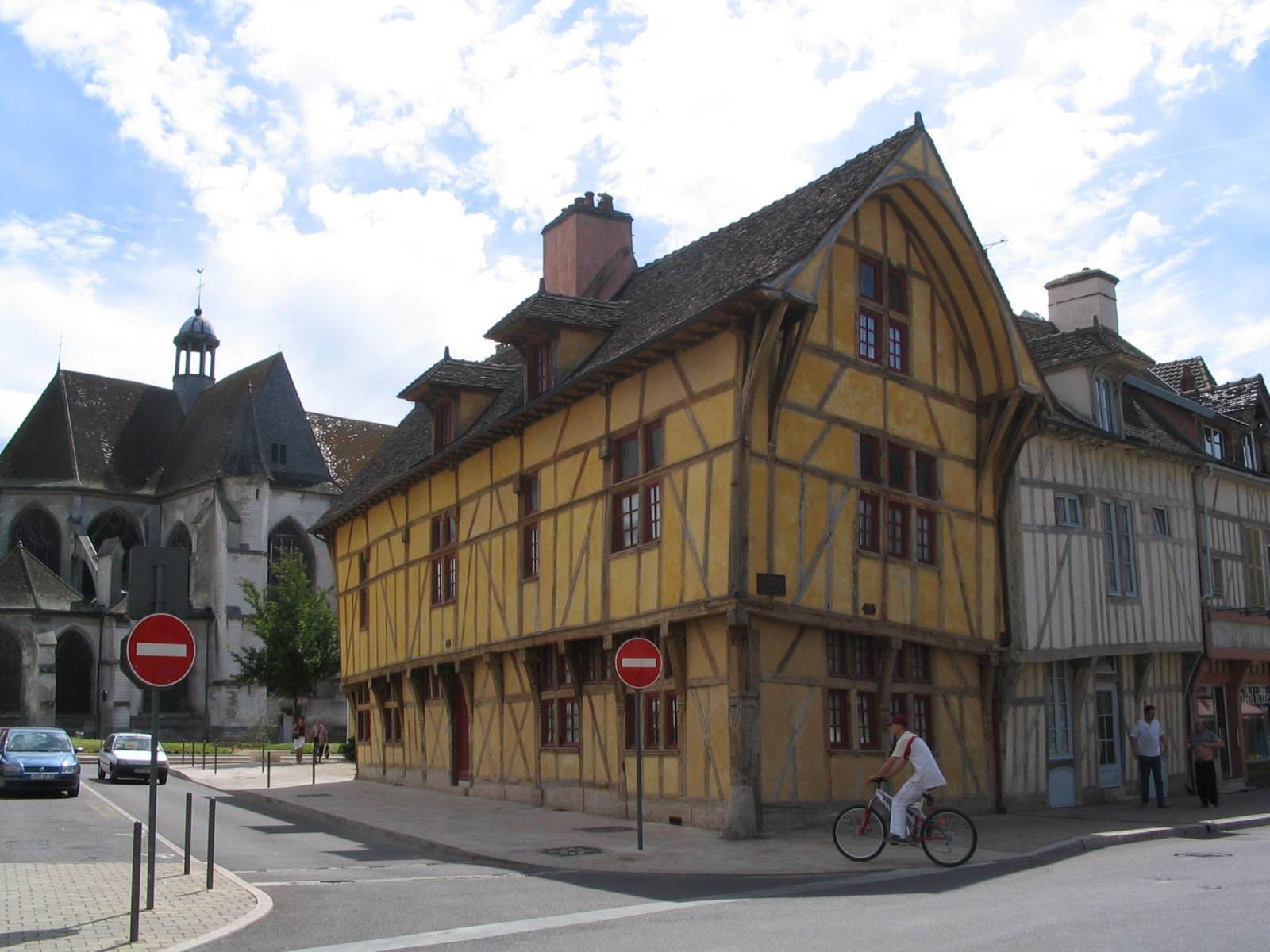
传统民居

### 旅游
特鲁瓦是法国“艺术与历史之城”，被《米其林旅游杂志》评为“三星级推荐”（最高级别）。当地的旅游事务由其所在的公共社区负责，特鲁瓦市中心设有一处游客接待中心。2018年，特鲁瓦市镇范围内共有17个宾馆共计647家房间。

### 媒体

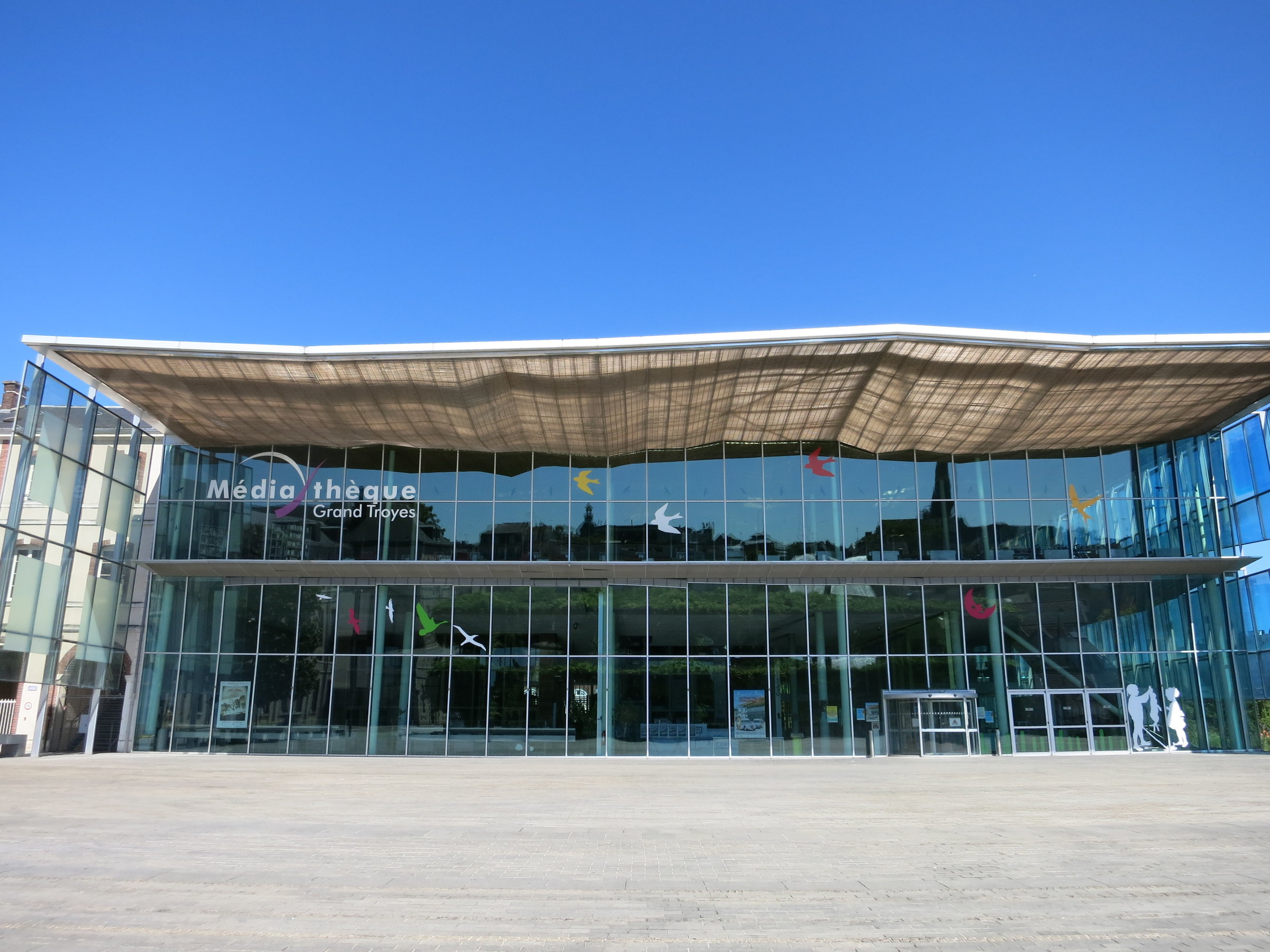
特鲁瓦多媒体中心

法国主要的媒体均可在特鲁瓦接收，法国电视三台下属的大东部频道在部分时段播出特鲁瓦所属区域的地方新闻。
在地方报刊方面，《东部光明报》是法国的一个区域性综合类报纸，成立于1945年，其总部位于特鲁瓦，发行范围覆盖了整个奥布省。此外，总部位于特鲁瓦的纸质媒体还有《奥布农业参考》报和《香槟生活》杂志，后两者均开通了相关网页。
在广播方面，特鲁瓦地区的主要地方性广播为纬度广播，此外总部位于兰斯的蓝色法兰西香槟-阿登广播和香槟广播亦在特鲁瓦设有分支。
在电视方面，Canal 32是法国一个地方性私立电视台，成立于2001年，其总部位于特鲁瓦市区西南侧的圣安德烈莱韦尔热，主要信息来源包括了整个奥布省，其信号通过光纤可在全法国范围内接收。

### 宗教

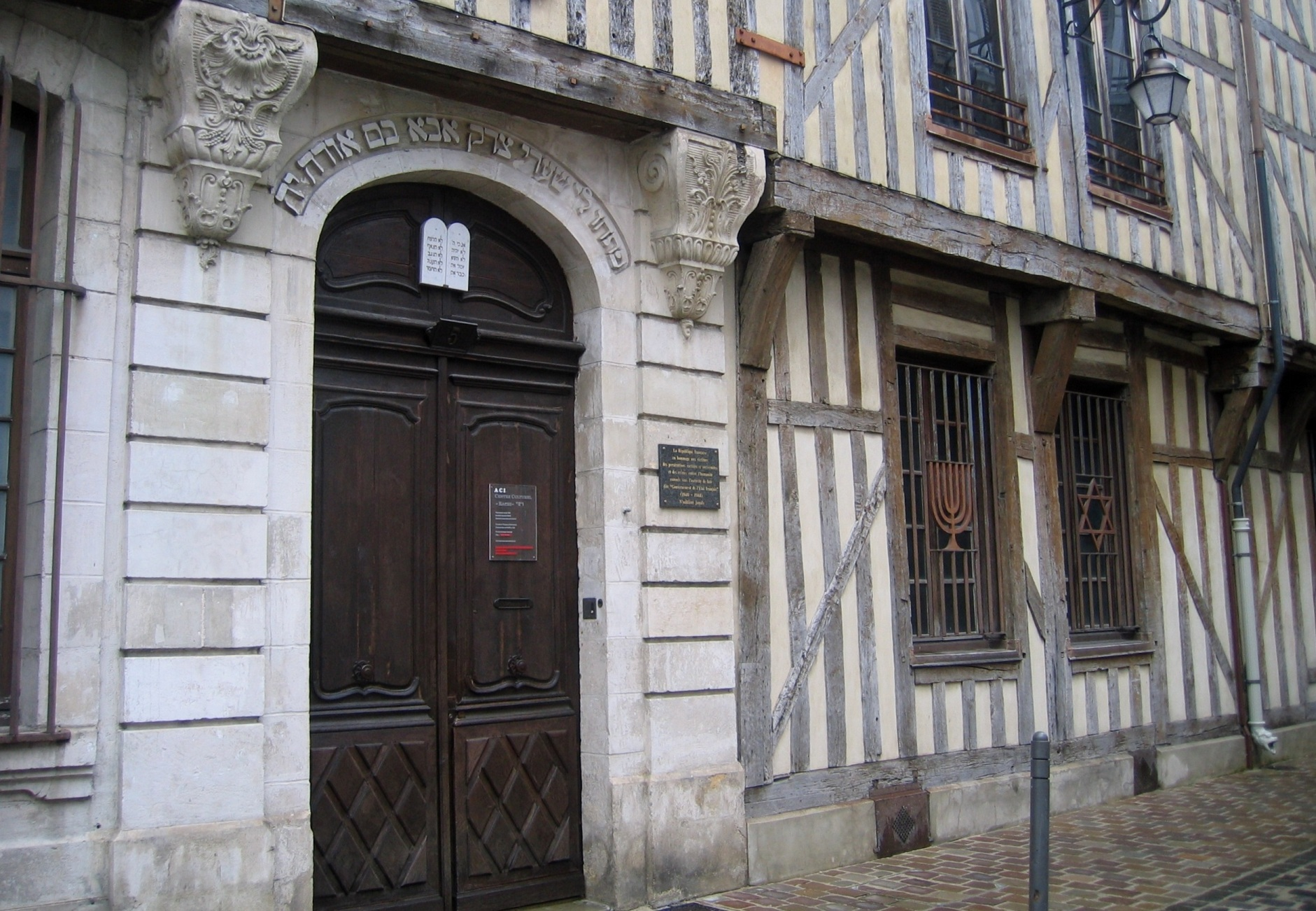
辣什犹太教堂

特鲁瓦是同名天主教教区的首府，该教区的行政范围与奥布省重合，下辖43个堂区，主教座堂为特鲁瓦圣保罗和圣皮埃尔大教堂，现任主教为马克·斯坦格。
特鲁瓦也是重要的穆斯林聚集区，伊赫桑清真寺（مسجد الإحسان）位于特鲁瓦市区，是当地主要的伊斯兰宗教设施，同时也是法国青年穆斯林合众联盟（Association des Jeunes Musulmans pour la Coexistence）的总部所在地。
特鲁瓦辣什犹太教堂是特鲁瓦主要的犹太人活动中心，此外特鲁瓦还有一处佛教文化联盟（Association Culturelle Bouddhique de Troyes）。

### 美食

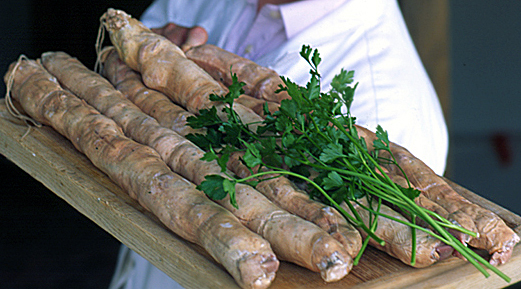
特鲁瓦肚肠

特鲁瓦因特鲁瓦肚肠而闻名，后者起源于高卢时期，中世纪末通过香料改良而流传至法国各地，现为法国5A级食品，特鲁瓦附近共有两家获得法国国家认证的肚肠加工厂。
截至2020年9月，特鲁瓦境内共有2家餐厅被列入《米其林星级餐厅名单》。

### 活动
香槟集市是一个起源于香槟地区的综合性商业集市，起源于公元5世纪，中世纪中期曾一度发展成为西欧最大的商业集市，为特鲁瓦带来了大量财富，后因瘟疫和战乱而衰败，并在法国大革命期间被取消。1965年，特鲁瓦的地方文化保护组织发起文化发掘活动，重新开启香槟集市，每年6月举办，2008年，特鲁瓦国际会展中心建成，成为现代香槟集市的主会场。
除香槟集市外，特鲁瓦每年3月举办三月集市，每年10月则举办香槟之夜音乐节。

## 相关人物

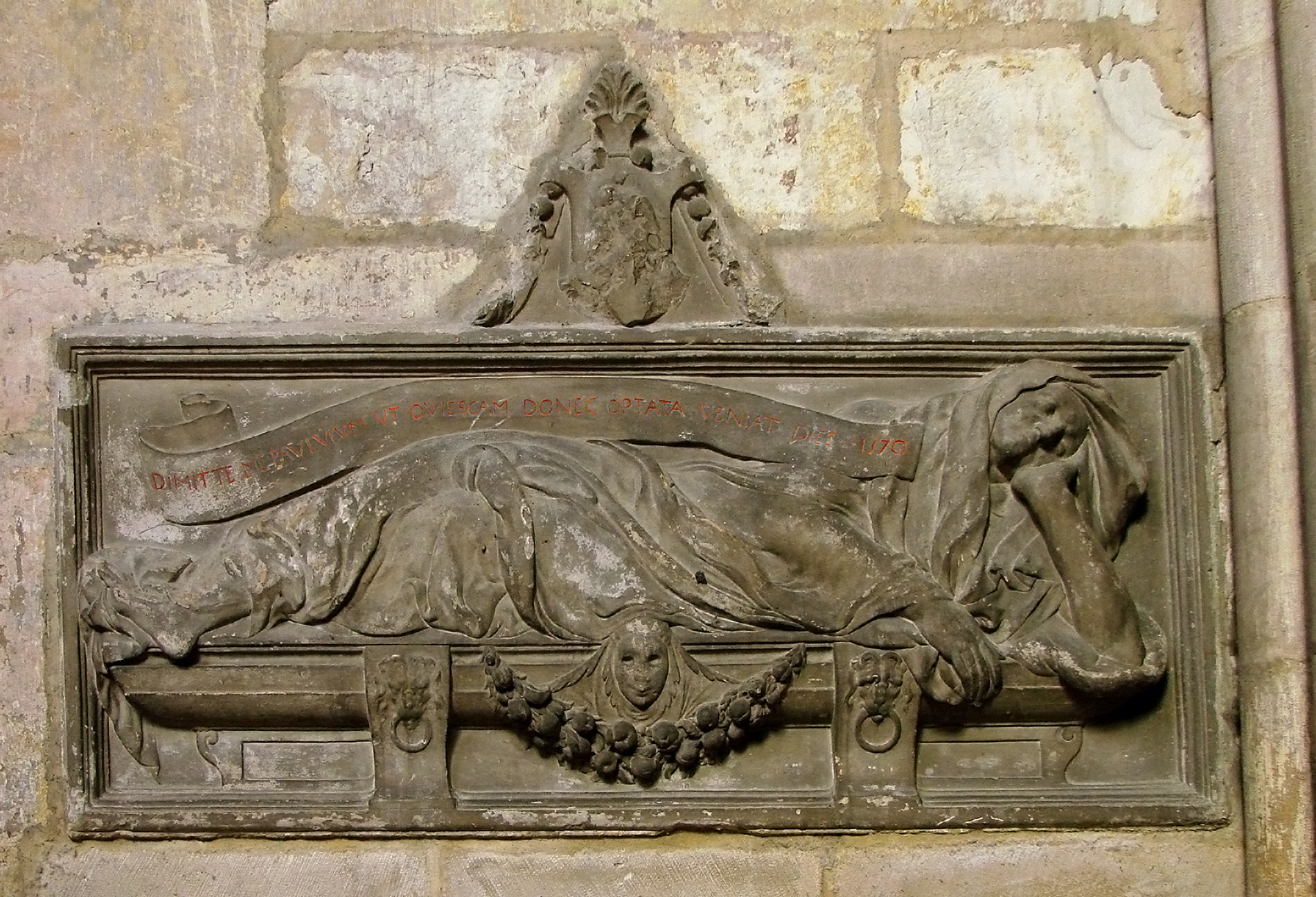
烏爾巴諾四世雕像

犹太学者辣什、天主教教宗烏爾巴諾四世、中世纪诗人克雷蒂安·德·特鲁瓦、雕塑家弗朗索瓦·吉拉尔东、外交官布尔布隆、心理学家埃米尔·库埃、经济学家让·梯若尔、足球运动员達米恩·佩爾基和迪積比爾·薛迪比出生于特鲁瓦。

## 对外交流
截至2020年9月，特鲁瓦共与6座城市互为友好城市，另有两个国家在特鲁瓦设有领事馆。

### 友好城市
| - 比利时 图尔奈 （1951年） - 德国 达姆施塔特 （1958年） - 荷蘭 阿尔克马尔 （1958年） | - 波蘭 綠山城 （1970年） - 英格兰 切斯特菲尔德 （1978年） - 義大利 布雷西亚（2016年） |

### 领事馆
| - 立陶宛驻特鲁瓦领事馆 | - 波蘭驻特鲁瓦领事馆 |

### 著作
- Gustave Carré. . Troyes: Les Editions Du Bastion. 1983: 481p （法语）.
- André Boisseau, Emmanuel Saint-Mars, Françoise Bibolet, Chantal Rouquet. . Troyes: Maison Du Boulanger. 1998. ISBN 978-2950789570 （法语）.

### 网站
- Jacques Schweitzer. . jschweitzer.fr.   [2020-09-06]. （原始内容存档于2020-12-13） （法语）.
- ville-troyes.fr. . ville-troyes.fr.   [2020-09-06]. （原始内容存档于2020-12-13） （法语）.

### 分类
历史类
1. ↑  Albert Dauzat et Charles Rostaing. . Paris: Guenegaud. 2002: 786p. ISBN 978-2850230769 （法语）.
2. ↑  Michel Kasprzyk, Cédric Roms, Anne Delor-Ahü et Cyril Driard. . Paris: CNRS. : 247–260  [2020-09-05]. （原始内容存档于2020-12-13） （法语）.
3. ↑  Charpy J.-J., Roualet P. . Musée d’Épernay: Catalogue de l’exposition au musée d’Épernay, 23 juin-3 nov. 1991. 1991: 280p  [2020-09-05]. （原始内容存档于2020-12-13） （法语）.
4. ↑  Xavier Delamarre et Pierre-Yves Lambert. . Paris: Éditions Errance. 2003: 440p. ISBN 9782877722377 （法语）.
5. ↑  Claire Bourguignon. . Revue Archéologique de l’Est. 2015: 333–362  [2020-09-05]. （原始内容存档于2020-12-13） （法语）. Augustobona est située à un carrefour routier dont les axes sont connus par deux itinéraires routiers antiques certains : l’Itinéraire d’Antonin et la Table de Peutinger.
6. ↑  Eugène-Edmond Defer. . Brénot-Leblanc. 1865  [2020-09-05]. （原始内容存档于2020-12-13） （法语）.
7. ↑  abonne.lest-eclair.fr. . abonne.lest-eclair.fr. 2019-01-08  [2020-09-05]. （原始内容存档于2020-12-13） （法语）.
8. ↑  Jacques Schweitzer, Troyes et l'Aube d' hier à aujourd' hui..., Vers le milieu du IV° siècle, tandis que les Romains étaient occupés à des guerres civiles, les Allemands, sous la conduite des 2 frères Gundomare et Vadomare, se jetèrent dans les Gaules. Troyes fut alors fermée de murs et défendue par ses citoyens. （法文）
9. ↑  Isabelle Crété-Protin. . Villeneuve-d'Ascq: Presses Universitaires de France. 2002: 446p. ISBN 9782757422250 （法语）.
10. ↑  Jacques Schweitzer, Troyes et l'Aube d' hier à aujourd' hui - La Formation de Troyes, Clovis mourut en 511, et à sa mort, le royaume fut partagé entre se 4 fils, Thierry, Clodomir, Childebert et Clotaire. La ville de Troyes, avec la plus grande partie de la Champagne échut à Thierry, l’aîné, et fut comprise sous le royaume de Metz ou d’Austrasie, qui eut quelquefois le nom du royaume de Champagne. （法文）
11. ↑  Jacques Schweitzer, Troyes et l'Aube d' hier à aujourd' hui - La Formation de Troyes, En 558, Clotaire réunit en sa personne toute la monarchie française, mais à sa mort, le royaume fut partagé entre ses 4 fils Caribert, Gontran, Sigebert et Chilpéric. Après la mort de Caribert, roi de Paris, en 566, la discorde divisa ses frères. Chilpéric, roi de Soissons entra à la tête d’une puissante armée dans le royaume de Sigebert, roi d’Austrasie. Les 2 frères  s’unissent et font marcher leurs troupes contre Gontran. Sigebert campa à Arcis-sur-Aube et Chilpéric à Pont-sur-Seine. （法文）
12. ↑  Jacques Schweitzer, Troyes et l'Aube d' hier à aujourd' hui - La Formation de Troyes, Troyes, revient en partage de Gontran, roi d’Orléans et de Bourgogne,  et fils de Clotaire I. （法文）
13. ↑  Isabelle Crété-Protin. . Presses Univ. 2002: 466p. ISBN 2-85939-753-1 （法语）.
14. ↑  Jacques Schweitzer, Troyes et l'Aube d' hier à aujourd' hui - La Formation de Troyes, Le roi Pépin-le-Bref vient à Troyes en 761 et 766, pour défendre la ville de l’emprise de Gaïfre, duc de Languedoc et d’Aquitaine. （法文）
15. ↑  Ferdinand Lot. . Bibliothèque de l'École des chartes. 1908: 763p  [2020-09-06]. （原始内容存档于2020-12-13） （法语）.
16. ↑  ville de Troyes, Une histoire passionnante à travers les âges, Au 12e siècle, la ville connaît une grande prospérité qui se traduit par la construction de nouveaux édifices (palais des comtes, l’Hôtel-Dieu, l’évêché), d’une nouvelle enceinte et par le développement de nouvelles rues et quartiers. （法文）
17. ↑  ville de Troyes, Une histoire passionnante à travers les âges, Les comtes, notamment Thibaut II, impulsent une nouvelle dynamique commerciale avec les foires de Champagne qui se structurent réellement à la fin du XIIe siècle. A Troyes, la foire « chaude » de la Saint-Jean débute le 24 juin et celle de la Saint-Rémy, la foire « froide », le 1er octobre durant quinze jours dans le quartier de Saint-Jean, dont l’église est flanquée de logettes accueillant les marchands venant de toute l’Europe. （法文）
18. ↑  foiresdechampagne.com. . foiresdechampagne.com.   [2020-09-07]. （原始内容存档于2020-12-13） （法语）.
19. ↑  classes.bnf.fr. . classes.bnf.fr.   [2020-09-07]. （原始内容存档于2020-10-01） （法语）.
20. ↑  france-pittoresque.com. . france-pittoresque.com. 2018-08-16  [2020-09-07]. （原始内容存档于2020-12-13） （法语）.
21. ↑  Roberto Lopez. . Paris: Editions Aubier. 1992. ISBN 978-2700719833 （法语）.
22. ↑  laliste.net. . laliste.net.   [2020-09-07]. （原始内容存档于2021-02-22） （法语）.
23. ↑  Marquis de Pastoret. . Imprimerie royale. 1820: 797p （法语）.
24. ↑  ville de Troyes, Une histoire passionnante à travers les âges, Cependant, le 24 mai 1524, un effroyable incendie détruit le tiers de la ville : 1500 maisons sont incendiées... （法文）
25. ↑  Jacques Schweitzer. . jschweitzer.fr.   [2020-09-07]. （原始内容存档于2021-04-19） （法语）.
26. ↑  troyeslachampagne.com. . troyeslachampagne.com.   [2020-09-07]. （原始内容存档于2020-12-13） （法语）.
27. ↑  Alexandre Guenin. . Troyes: Mémoires de la Société académique d'agriculture, des sciences, arts et belles-lettres du département de l'Aube. 1855: 315p （法语）.
28. ↑  abonne.lest-eclair.fr. . abonne.lest-eclair.fr. 2019-07-21  [2020-09-07]. （原始内容存档于2020-12-13） （法语）.
29. ↑  Jacques Schweitzer. . jschweitzer.fr.   [2020-09-07]. （原始内容存档于2020-12-13） （法语）.
30. ↑  Andrée Corvol. . . Histoire, économie et société. 1997: 397–415  [2020-09-07]. （原始内容存档于2020-12-13） （法语）.
31. ↑  Martin Vanier. . Annales de géographie. 1989: 658–675  [2020-09-07]. （原始内容存档于2020-12-13） （法语）.
32. ↑  Jacques Schweitzer. . jschweitzer.fr.   [2020-09-07]. （原始内容存档于2020-12-13） （法语）.
33. ↑  Reinhard Douté. . La Vie du Rail. 2011: 154p. ISBN 978-2-918758-44-0 （法语）.
34. ↑  Jacques Schweitzer. . jschweitzer.fr.   [2020-09-07]. （原始内容存档于2021-04-17） （法语）.
35. ↑  Roger Bruge. . Éditions Albin Michel. 1994. ISBN 978-2-226-06966-5 （法语）.
36. ↑  Hubert Mazure. . La Maison du Boulanger. 2001: 184p. ISBN 978-2913052086 （法语）.
37. ↑  Pascale Robert-Diard et Didier Rioux. . Les Arènes. 2009: 570p. ISBN 978-2352040996 （法语）.
38. ↑  Albert Barbeau. . Mémoires de la Société académique de l'Aube. 1873: 435–464 （法语）.
39. ↑  Jacques Schweitzer. . jschweitzer.fr.   [2020-09-09]. （原始内容存档于2021-04-04） （法语）.

地理类
1. ↑  BRGM. . brgm.fr.   [2019-12-15]. （原始内容存档于2017-04-23） （法语）.
2. ↑  insee.fr. . insee.fr.   [2021-05-09]. （原始内容存档于2018-07-24） （法语）.
3. ↑  insee.fr. . insee.fr.   [2019-12-15]. （原始内容存档于2019-12-31） （法语）.
4. ↑  insee.fr. . insee.fr.   [2021-05-09]. （原始内容存档于2021-10-08） （法语）.
5. ↑  insee.fr. . insee.fr.   [2021-05-09]. （原始内容存档于2020-11-10） （法语）.
6. ↑  insee.fr. . insee.fr.   [2021-05-09]. （原始内容存档于2021-12-05） （法语）.
7. ↑  sig.ville.gouv.fr. . sig.ville.gouv.fr.   [2019-12-15]. （原始内容存档于2020-12-13） （法语）.
8. ↑  ville-troyes.fr. . ville-troyes.fr.   [2019-12-16]. （原始内容存档于2020-12-13） （法语）.
9. ↑  ter.sncf.com. . ter.sncf.com.   [2020-09-09]. （原始内容存档于2017-08-16） （法语）.
10. ↑  nmp-ihm.vitici.prod.canaltp.fr. . nmp-ihm.vitici.prod.canaltp.fr.   [2020-09-09]. （原始内容存档于2020-10-01） （法语）.
11. ↑  quellecompagnie.com. . quellecompagnie.com.   [2020-09-09]. （原始内容存档于2020-12-13） （法语）.
12. ↑  ressources.data.sncf.com. . ressources.data.sncf.com.   [2020-09-09]. （原始内容存档于2020-12-13） （法语）.
13. ↑  ressources.data.sncf.com. . ressources.data.sncf.com.   [2019-12-11]. （原始内容存档于2020-12-13） （法语）.
14. ↑  tcat.fr. . tcat.fr.   [2019-12-16]. （原始内容存档于2021-02-25） （法语）.
15. ↑  Cassini. . cassini.ehess.fr.   [2021-05-09]. （原始内容存档于2021-05-26） （法语）.
16. ↑  insee.fr. . insee.fr.   [2021-05-09]. （原始内容存档于2021-05-01） （法语）.
17. ↑  ville de Troyes. . plu.ville-troyes.info.   [2020-09-08]. （原始内容存档于2021-01-15） （法语）.

社科类
1. ↑  sncf-reseau.com. . sncf-reseau.com.   [2020-09-09]. （原始内容存档于2020-12-13） （法语）.
2. ↑  abonne.lest-eclair.fr. . abonne.lest-eclair.fr.   [2020-09-09]. （原始内容存档于2020-12-13） （法语）.
3. ↑  annuaire-mairie.fr. . annuaire-mairie.fr.   [2019-12-15]. （原始内容存档于2021-04-07） （法语）. Le maire de Troyes se nomme Monsieur François Baroin
4. ↑  Francetvinfo. . francetvinfo.fr.   [2019-12-16]. （原始内容存档于2021-04-23） （法语）.
5. ↑  troyes-champagne-metropole.fr. . troyes-champagne-metropole.fr.   [2020-09-09]. （原始内容存档于2021-02-25） （法语）.
6. ↑  Le Monde. . lemonde.fr.   [2020-09-09]. （原始内容存档于2021-04-22） （法语）.
7. ↑  Commune de Troyes (10387) - commune actuelle（法文）
8. ↑  Manageo (编). . manageo.fr.   [2020-09-07]. （原始内容存档于2020-12-13） （法语）.
9. ↑  Le Figaro (编). . entreprises.lefigaro.fr.   [2021-05-09]. （原始内容存档于2021-11-25） （法语）.
10. ↑  vinsvignesvignerons.com (编). . vinsvignesvignerons.com.   [2020-09-07]. （原始内容存档于2021-01-19） （法语）.
11. ↑  troyesmagusine.com (编). . troyesmagusine.com.   [2020-09-07]. （原始内容存档于2020-10-01） （法语）.
12. ↑  letudiant.fr (编). . letudiant.fr.   [2020-09-07]. （原始内容存档于2021-01-23） （法语）.
13. ↑  JDN (编). . journaldunet.fr.   [2021-05-09]. （原始内容存档于2021-10-08） （法语）.
14. ↑  Ministère de la Cohésion des territoires et des Relations avec les collectivités territoriales (编). . cohesion-territoires.gouv.fr.   [2021-05-09]. （原始内容存档于2021-10-08） （法语）.
15. ↑  JDN (编). . journaldunet.fr.   [2021-05-09]. （原始内容存档于2021-11-25） （法语）.
16. ↑  JDN (编). . journaldunet.fr.   [2020-09-07]. （原始内容存档于2020-12-13） （法语）.
17. ↑  JDN (编). . journaldunet.fr.   [2021-05-09]. （原始内容存档于2020-12-13） （法语）.
18. ↑  FHF. . etablissements.fhf.fr.   [2020-09-08]. （原始内容存档于2020-10-01） （法语）.
19. ↑  . linternaute.com.   [2021-05-09]. （原始内容存档于2020-12-13） （法语）.
20. ↑  troyes-habitat.com. . troyes-habitat.com.   [2020-09-09]. （原始内容存档于2020-12-13） （法语）.
21. ↑  . linternaute.com.   [2021-05-09]. （原始内容存档于2020-12-13） （法语）.
22. ↑  . demarchesadministratives.fr.   [2019-12-16]. （原始内容存档于2020-12-13） （法语）.
23. ↑  . demarchesadministratives.fr.   [2019-12-16]. （原始内容存档于2020-12-13） （法语）.
24. ↑  . sdis10.fr.   [2019-12-16]. （原始内容存档于2021-01-25） （法语）.
25. ↑  linternaute. . linternaute.   [2019-12-16]. （原始内容存档于2020-12-13） （法语）.
26. ↑  France 3 Alsace-Champagne-Ardenne-Lorraine. . france3-regions.francetvinfo.fr.   [2019-12-16]. （原始内容存档于2020-12-13） （法语）.

文化类
1. ↑  vpah-troyes.fr. . vpah-troyes.fr.   [2020-09-04]. （原始内容存档于2020-10-01） （法语）.
2. ↑  ac-reims.fr. . ac-reims.fr.   [2020-04-03]. （原始内容存档于2020-09-02） （法语）.
3. ↑  linternaute. . linternaute.   [2019-12-16]. （原始内容存档于2020-10-01） （法语）.
4. ↑  etudinfo.com. . etudinfo.com.   [2020-09-08]. （原始内容存档于2020-11-27） （法语）.
5. ↑  orientation.com. . orientation.com.   [2020-09-08]. （原始内容存档于2020-12-13） （法语）.
6. ↑  ville-date.com. . ville-data.com.   [2019-12-16]. （原始内容存档于2021-01-26） （法语）.
7. ↑  Légifrance. . legifrance.gouv.fr.   [2020-09-08]. （原始内容存档于2020-10-01） （法语）.
8. ↑  utt.fr. . utt.fr.   [2020-09-08]. （原始内容存档于2021-01-26） （法语）.
9. ↑  univ-reims.fr. . univ-reims.fr.   [2020-09-08]. （原始内容存档于2020-12-13） （法语）.
10. ↑  iut-troyes.univ-reims.fr. . iut-troyes.univ-reims.fr.   [2020-09-08]. （原始内容存档于2021-04-21） （法语）.
11. ↑  estac.fr. . estac.fr.   [2020-09-08]. （原始内容存档于2021-01-21） （法语）.
12. ↑  FÉDÉRATION FRANÇAISE DE FOOTBALL (编). . fff.fr.   [2020-09-08]. （原始内容存档于2020-12-13） （法语）.
13. ↑  FÉDÉRATION FRANÇAISE DE FOOTBALL - LIGUE DU GRAND EST DE FOOTBALL (编). . lgef.fff.fr.   [2021-05-09]. （原始内容存档于2021-10-08） （法语）.
14. ↑  lequipe.fr.  (PDF). lequipe.fr.   [2019-12-16]. （原始内容存档 (PDF)于2021-01-24） （法语）.
15. ↑  tourisme-champagne-ardenne.com. . tourisme-champagne-ardenne.com.   [2020-09-08]. （原始内容存档于2021-01-23） （法语）.
16. ↑  Ministère de la Culture. . pop.culture.gouv.fr.   [2019-12-16] （法语）.
17. ↑  Ministère de la Culture. . pop.culture.gouv.fr.   [2020-09-08]. （原始内容存档于2020-12-13） （法语）.
18. ↑  Ministère de la Culture. . pop.culture.gouv.fr.   [2020-09-08]. （原始内容存档于2021-01-20） （法语）.
19. ↑  Ministère de la Culture. . pop.culture.gouv.fr.   [2020-09-08]. （原始内容存档于2020-12-13） （法语）.
20. ↑  Ministère de la Culture. . pop.culture.gouv.fr.   [2020-09-08]. （原始内容存档于2020-12-13） （法语）.
21. ↑  lest-eclair-espace-abonnement.lavoix.com. . lest-eclair-espace-abonnement.lavoix.com.   [2020-09-08] （法语）.
22. ↑  lavie-enchampagne.com. . lavie-enchampagne.com.   [2020-09-08]. （原始内容存档于2020-10-01） （法语）.
23. ↑  canal32.fr. . canal32.fr.   [2020-09-08]. （原始内容存档于2021-01-22） （法语）.
24. ↑  cathotroyes.fr. . cathotroyes.fr.   [2020-09-08]. （原始内容存档于2021-04-16） （法语）.
25. ↑  cathotroyes.fr. . cathotroyes.fr.   [2020-09-08]. （原始内容存档于2021-04-15） （法语）.
26. ↑  al-ihsan.fr. . al-ihsan.fr.   [2020-09-08]. （原始内容存档于2021-03-19） （法语）.
27. ↑  troyeslachampagne.com. . troyeslachampagne.com.   [2020-09-08]. （原始内容存档于2020-12-13） （法语）.
28. ↑  keldelice.com. . keldelice.com.   [2020-09-09]. （原始内容存档于2020-12-13） （法语）.
29. ↑  troyeslachampagne.com. . troyeslachampagne.com.   [2020-09-09]. （原始内容存档于2021-01-23） （法语）.
30. ↑  restaurant.michelin.fr. . restaurant.michelin.fr.   [2020-09-09]. （原始内容存档于2020-12-13） （法语）.
31. ↑  foiresdechampagne.com. . foiresdechampagne.com.   [2020-09-08]. （原始内容存档于2020-12-13） （法语）.
32. ↑  nuitsdechampagne.com. . nuitsdechampagne.com.   [2020-09-08]. （原始内容存档于2021-01-23） （法语）.
33. ↑  ville-troyes.fr. . ville-troyes.fr.   [2019-12-16]. （原始内容存档于2020-12-13） （法语）.
34. ↑  demarchesadministratives.fr. . demarchesadministratives.fr.   [2020-09-08]. （原始内容存档于2020-12-13） （法语）.

综合类
1. 1 2 3  communes.com. . communes.com.   [2019-12-11]. （原始内容存档于2020-12-13） （法语）.
2. 1 2 3 4 5 6 7 8 9 10 11 12 13 14 15 16 17 18 19  Géoportail. . geoportail.fr.   [2021-05-09]. （原始内容存档于2021-11-03） （法语）.
3. 1 2 3  ville-troyes.fr. . ville-troyes.fr.   [2019-12-16]. （原始内容存档于2020-12-13） （法语）.
4. 1 2  Jacques Schweitzer. . jschweitzer.fr.   [2020-09-07]. （原始内容存档于2021-04-19） （法语）.
5. 1 2  Jacques Schweitzer. . jschweitzer.fr.   [2020-09-07]. （原始内容存档于2021-01-23） （法语）.
6. 1 2 3  René Courant. . éditions du Cabri. 1982. ISBN 290331022X （法语）.
7. 1 2 3  . linternaute.fr.   [2021-05-09]. （原始内容存档于2021-02-12） （法语）.
8. 1 2  infoclimat.fr. . infoclimat.fr.   [2019-12-16]. （原始内容存档于2020-09-02） （法语）.
9. 1 2  . linternaute.com.   [2021-05-09]. （原始内容存档于2020-12-13） （法语）.
10. 1 2  INSEE (编). . insee.fr.   [2020-09-07]. （原始内容存档于2021-04-19） （法语）.
11. 1 2  voyages.michelin.fr. . voyages.michelin.fr.   [2020-09-07]. （原始内容存档于2021-03-08） （法语）.
12. 1 2  . linternaute.com.   [2021-05-09]. （原始内容存档于2020-12-13） （法语）.
13. 1 2 3  linternaute. . linternaute.   [2019-12-16]. （原始内容存档于2020-12-13） （法语）.
14. 1 2  linternaute. . linternaute.   [2019-12-16]. （原始内容存档于2020-12-13） （法语）.